# Corpus Christi

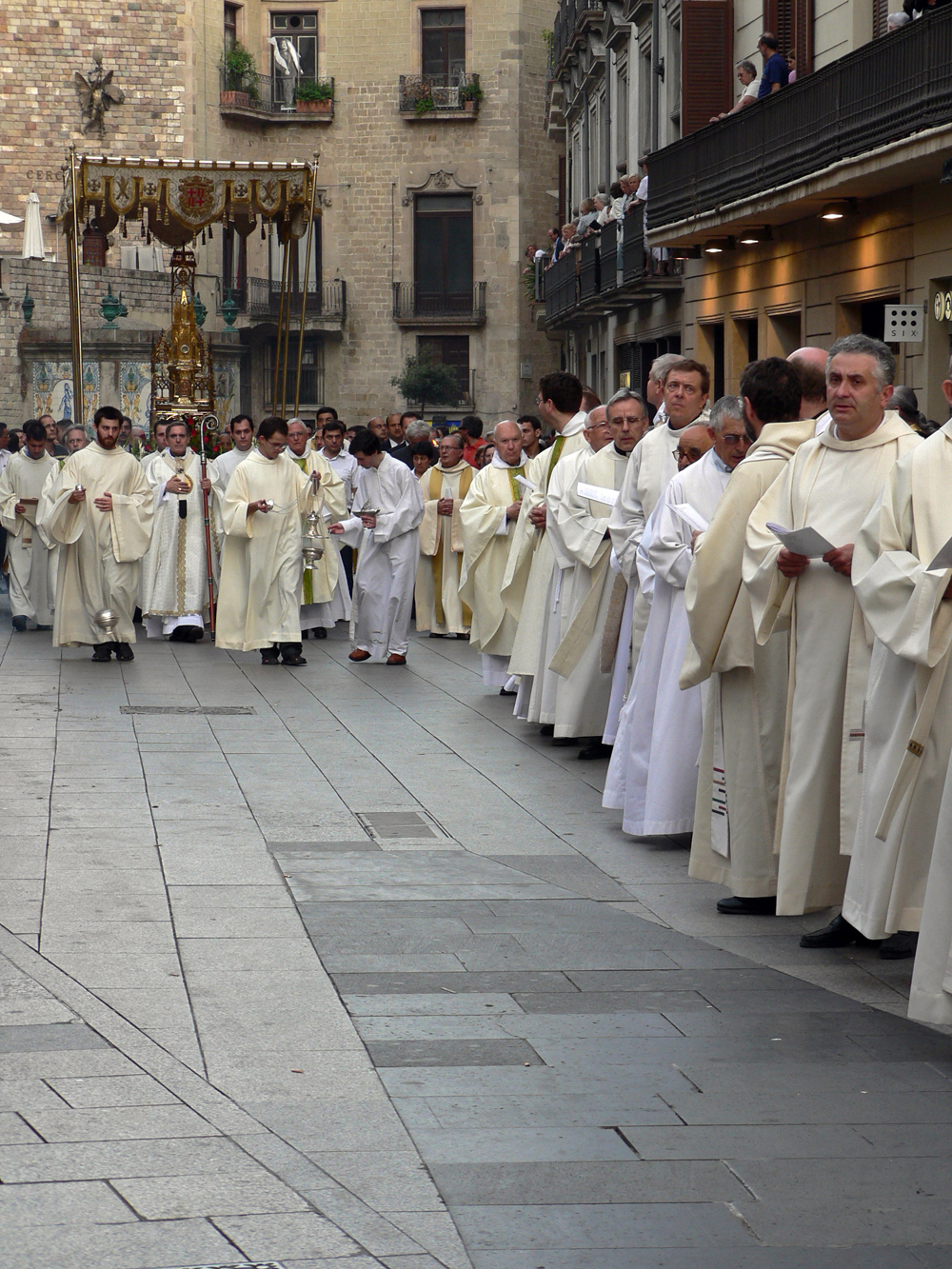
Procesión del Corpus Christi en Barcelona.

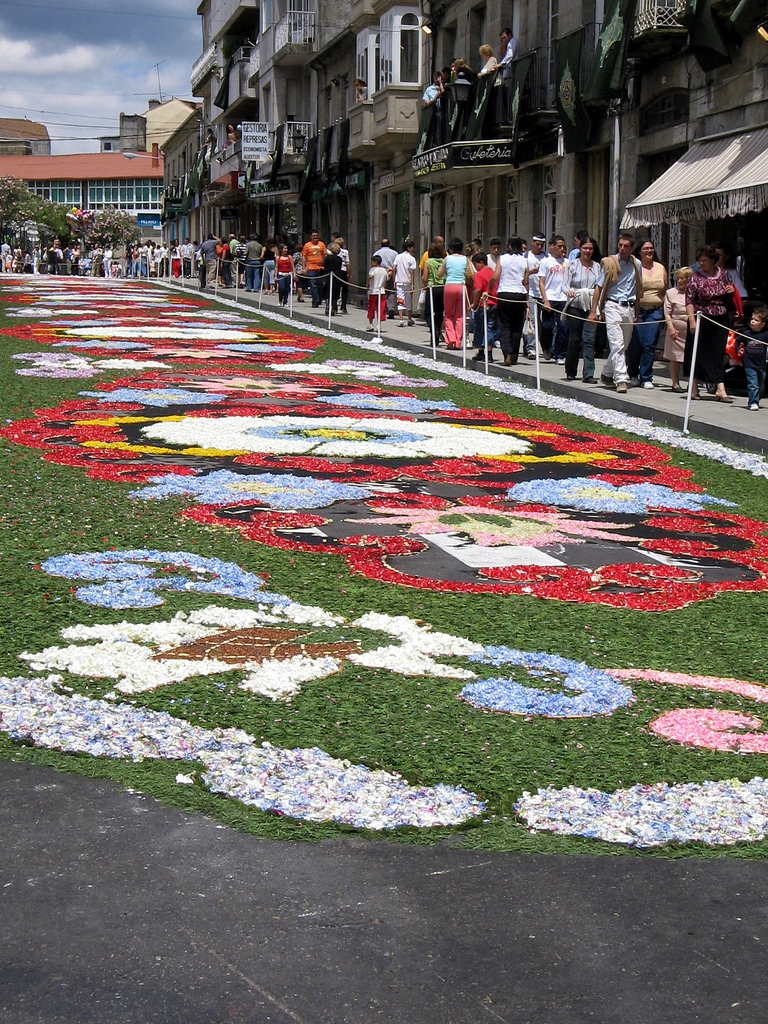
Alfombras florales por la fiesta
del Corpus Christi, Puenteareas.

Corpus Christi (en latín, ‘cuerpo  de Cristo’) o Solemnidad del Cuerpo y la Sangre de Cristo, antes llamada Corpus Domini (‘cuerpo del Señor’), es una fiesta de la Iglesia católica destinada a celebrar la Eucaristía. Su principal finalidad es proclamar y aumentar la fe de los creyentes en la presencia real de Jesucristo en el Santísimo Sacramento, dándole públicamente el culto de adoración (latría) el jueves posterior a la solemnidad de la Santísima Trinidad, que a su vez tiene lugar el domingo siguiente a Pentecostés (es decir, el jueves de Corpus se celebra 60 días después del Domingo de Resurrección). Específicamente, el Corpus Christi es el jueves que sigue al noveno domingo después de la primera luna llena de primavera del hemisferio norte. En algunos países esta fiesta ha sido trasladada al domingo siguiente para adaptarse al calendario laboral.

## Historia

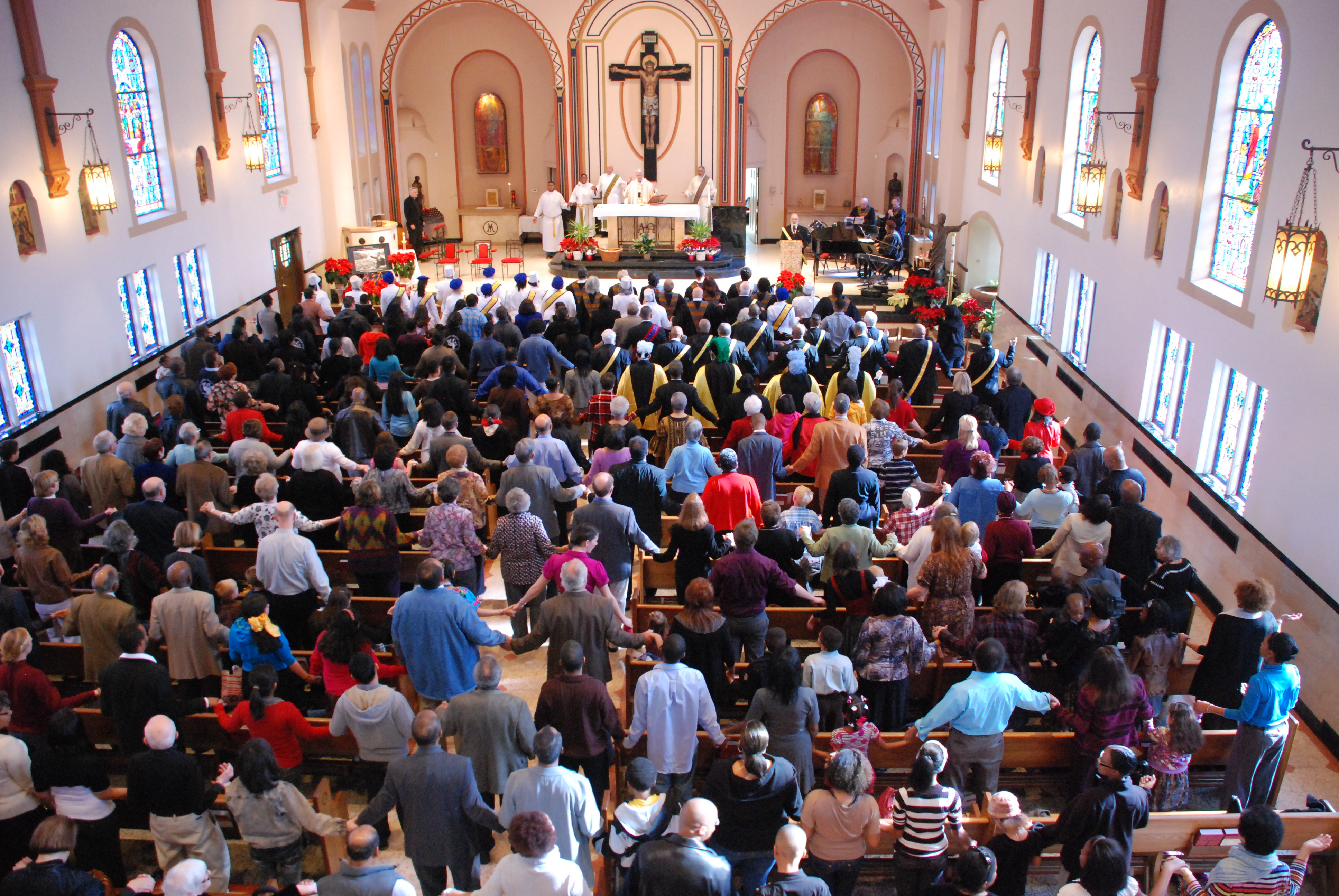
Corpus Christi

La fiesta surgió en la Edad Media, cuando en 1208 la religiosa Juliana de Cornillon promueve la idea de celebrar una festividad en honor al Cuerpo y la Sangre de Cristo presente en la Eucaristía. Fue el obispo de Lieja (Bélgica), Roberto de Torote, quien acogiéndose a su potestad para instituir fiestas en su diócesis, ordenó en 1246, que se celebrara la del Corpus Christi a partir del siguiente año, señalando para su celebración el jueves siguiente a la octava de Pentecostés. Todo esto quedó recogido documentalmente en Binterim (Denkwürdigkeiten, V, 1, 276). Así, se celebra por primera vez en 1247 en la diócesis de Lieja .
En un primer momento tuvo poco predicamento fuera de la propia Lieja, así, unos años después el cardenal Hugo de San Caro celebró la festividad en San Martín del Monte, predicando él mismo en la Misa Solemne, y además ordenó a todos sus obispos que celebraran la misma fiesta en sus diócesis respectivas.
En el verano de 1263, mientras un sacerdote bohemio, Pedro de Praga, celebraba la misa en la iglesia de la localidad de Bolsena (Italia), hubo un Milagro Eucarístico al fraccionar la Hostia consagrada brotó Sangre, según la tradición. Este hecho, verificado, muy difundido y celebrado, el cual dio el impulso definitivo paara el establecimiento como fiesta litúrgica del Corpus Christi, misma que fue instituida el 8 de septiembre de 1264 por el papa Urbano IV, mediante la bula Transiturus de hoc mundo. A Santo Tomás de Aquino se le encargó preparar los textos para el Oficio y Misa propia del día, que incluye himnos y secuencias, como Pange Lingua (y su parte final Tantum Ergo), Lauda Sion, Panis angelicus, Adoro te devote o Verbum Supernum Prodiens.
En el Concilio de Vienne de 1311, Clemente V dará las normas para regular el cortejo procesional en el interior de los templos e incluso indicará el lugar que deberán ocupar las autoridades que quisieran añadirse al desfile.
En el año 1316, Juan XXII introduce la Octava con exposición del Santísimo Sacramento. Pero el gran espaldarazo vendrá dado por el papa Nicolás V, cuando en la festividad del Corpus Christi del año 1447, sale procesionalmente con la Hostia Santa por las calles de Roma.
En muchos lugares es una fiesta de especial relevancia. En España existe el dicho popular:' Tres jueves hay en el año que relucen más que el sol: Jueves Santo, Corpus Christi y el día de la Ascensión, lo que da idea del arraigo de esta fiesta.
Las celebraciones del Corpus suelen incluir una procesión en la que la hostia consagrada se exhibe en una custodia.

## Países en los que es día festivo
En varios países y regiones, el Corpus Christi es un día festivo oficial.

### Europa
- Alemania, en parte del territorio, concretamente en los Länder Baden-Württemberg, Baviera, Hesse, Renania del Norte-Westfalia, Renania-Palatinado y el Sarre, así como en municipios de mayoría católica en los Länder Sajonia (tal como lo determina el Decreto sobre el Corpus Christi)[4] y Turingia (en todo el distrito de Eichsfeld y en las localidades del Eichsfeld dentro del distrito de Unstrut-Hainich y en parte del distrito de Wartburg).[5] En los restantes Länder y regiones existen algunas disposiciones especiales para trabajadores y colegiales católicos.
- España, dejó de ser festivo en 1989, y se trasladó la solemnidad litúrgica al domingo infraoctavo. Aun así, por lo arraigado de su celebración, es declarado fiesta local en ciudades como Toledo, Puenteareas, Granada, Priego de Córdoba, Daroca o Sevilla, Madrid y  en la Comunidad Valenciana de carácter autonómico en Castilla-La Mancha y Extremadura, concretamente en Fuentes de León.También es festivo el jueves de la infraoctava del Corpus en La Orotava de Carácter Local, realizándose maravillosos tapices de flores por las calles del recorrido procesional y en la plaza del ayuntamiento, se realiza un tapiz majestuoso declarado, en 2007, como el más grande del mundo realizado con arenas naturales, sin tintes artificiales ni otros materiales.
- Austria
- Croacia
- Italia
- Liechtenstein
- Malta
- Polonia
- Holanda
- San Marino
- Mónaco
- Suiza, en parte del territorio; es decir, es día festivo en los cantones de población mayoritariamente católica, como Appenzell Rodas Interiores, Jura, Lucerna, Nidwalden, Obwalden, Schwyz, Tesino, Uri, Valais y Zug así como en determinadas localidades de los cantones de Argovia, Friburgo, Grisones, Neuchâtel y Solothurn.

### América

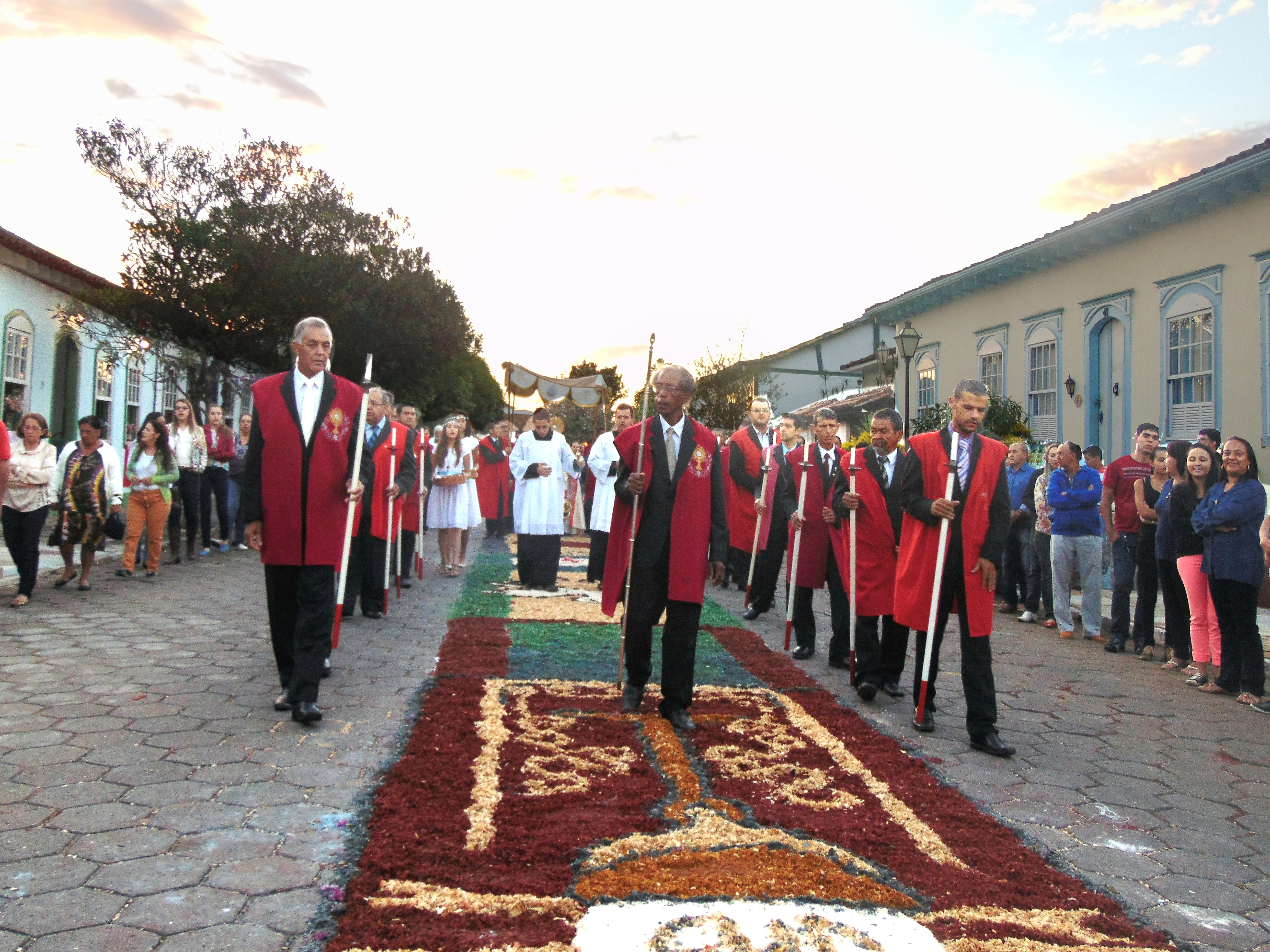
Procesión de Corpus Christi en Pirenópolis, Brasil, realizada desde 1728 por la Hermandad del Santísimo Sacramento de la iglesia matriz

- Brasil
- Bolivia
- Chile
- Colombia
- Costa Rica
- Ecuador
- El Salvador
- Guatemala
- México
- Honduras
- Nicaragua
- Panamá
- Paraguay
- Perú
- Puerto Rico
- República Dominicana
- Santa Lucía
- Trinidad y Tobago
- Venezuela

- Haití

### África
- Guinea Ecuatorial
- Seychelles

### Asia
- Corea del Sur
- Filipinas
- Rusia
- Timor Oriental

## Celebraciones en España
Desde 1989, por acuerdo del Gobierno de España con la conferencia episcopal, la festividad del Corpus fue trasladada al domingo siguiente, de forma que el jueves pasa a ser día laborable. Aunque la solemnidad litúrgica sea en domingo, diversas localidades celebran la procesión en el jueves tradicional, que es declarado fiesta local por sus respectivos ayuntamientos.
En España, han obtenido la declaración de fiestas de Interés Turístico Internacional las de la ciudad de Toledo y la localidades de Béjar (Salamanca) y Puenteareas (Pontevedra).
Están declaradas Fiesta de Interés Turístico Nacional las fiestas del Corpus de La Puebla del Río (Sevilla), Zahara de la Sierra (Cádiz), Villa de Mazo (La Palma), Sitges (provincia de Barcelona), las Octavas del Corpus de La Orotava (Tenerife), Peñalsordo (Badajoz), las danzas de la Octava del Corpus de Valverde de los Arroyos (provincia de Guadalajara), los Pecados y Danzantes de Camuñas (Toledo) y las Alfombras de Serrín de Elche de la Sierra (Albacete).

### Patrimonio Cultural Inmaterial de la Humanidad

#### Corpus Christi en Berga (Barcelona)
En este municipio de la provincia de Barcelona se celebra en Corpus Christi La Patum, en que se reúne el imaginario típico de la región (gigantes, cabezudos, bèsties, diables y fuego) en una celebración multitudinaria y festiva.

### Fiestas de Interés Turístico Internacional

#### Corpus Christi en Béjar
La procesión del Corpus Christi es la más solemne de todas las procesiones que se celebran en Béjar. Esta procesión se celebra el domingo después de la celebración del jueves de Corpus y en ella se recuerdan dos tradiciones muy importantes:
La primera de ellas es la leyenda de "los hombres de musgo" que data de mediados del siglo XII y ha sido transmitida de padres a hijos hasta nuestros días. Esa leyenda cuenta que estando Béjar bajo el poder musulmán y en tiempos de Alfonso VII de Castilla, durante la reconquista, Béjar volvió a manos de los cristianos. Se dice que estos se reunieron en lo que actualmente se llama "finca de la centena" donde recubrieron sus ropas y armas con musgo, y así pudieron bajar hasta Béjar, en la oscuridad de la noche, sin ser vistos por los musulmanes. Al venir el día los centinelas abrieron la puertas de las murallas por donde entraron los cristianos. Los moros creyeron que eran alimañas o monstruos salieron corriendo, al darse cuenta de que no lo eran, gritaron ¡traición, traición!
Desde ese día la puerta por la cual se introdujeron los cristianos y reconquistaron Béjar se le dio el nombre de "Puerta de la traición".
Según la tradición esto sucedió el 17 de junio, que coincide con Santa Marina, en honor de la cual se construyó una ermita en la finca de "La Centena". Los cristianos se apoderaron de la ciudad expulsando a los musulmanes, desde entonces el pueblo de Béjar recordó la hazaña año tras año hasta que en el siglo XIV se fundió esta celebración con la del Corpus Christi, en cuya procesión podemos ver cada año desfilar a los hombres de musgo. Cabe destacar la larga cola de espera para salir vestido de musgo en la procesión, así como el gran esfuerzo que realizan los 6 hombres de musgo debido al peso de los ropajes y al calor del día.
La otra tradición de esta fiesta es la de recubrir las calles con tomillo haciendo una auténtica alfombra por donde pasa la procesión, quedando todo este tomillo bendecido al paso del santísimo, posteriormente las gentes lo recogían por la creencia de que este ahuyentaba los rayos de las tormentas.
Actualmente esta fiesta ha sido declarada como fiesta de interés turístico internacional. En la procesión podremos ver sobre la alfombra de tomillo a la reliquia del santísimo acompañada de todos los niños que han tomado la comunión en la ciudad, una representación de las banderas o insignias de las distintas cofradías. Junto con la comitiva municipal desfilan los alguaciles, los hombres de musgo y la banda municipal.
Durante el recorrido se instalan en la ciudad altares por parte de las cofradías de la ciudad, donde el Santísimo realiza diferentes paradas. En la actualidad son tres: los instalados por parte de la Cofradía de la Santa Vera Cruz, la Hermandad de Jesús Nazareno y Nuestra Señora de las Angustias y la Seráfica Hermandad del Divino Salvador en su pasión y Nuestra Madre Dolorosa
En la llegada a la plaza mayor los distintos abanderados de cada una de las cofradías rinden sus banderas ante el Santísimo y ante todo el pueblo de Béjar.

#### Corpus Christi en Puenteareas (Pontevedra)
La localidad de Puenteareas, celebra en el fin de semana siguiente al jueves de Corpus Christi sus fiestas más representativas. En la noche del sábado para el domingo, los vecinos de la localidad confeccionan alfombras florales con motivos religiosos relativos al día de Corpus Christi, adornados con motivos geométricos. La confección de dichas alfombras se realiza con distintos tipos de flores y materiales, preparados por los vecinos durante los días previos a la festividad.
Las alfombras permanecen intactas en su confección hasta la procesión del siguiente día, en la que se recorren todas las calles decoradas con este arte.

En 1968 fue declarada Fiesta de Interés Turístico, en 1980 se declaró Fiesta de Interés Turístico Nacional, y en 2009 recibe el reconocimiento de Fiesta de Interés Turístico Internacional.

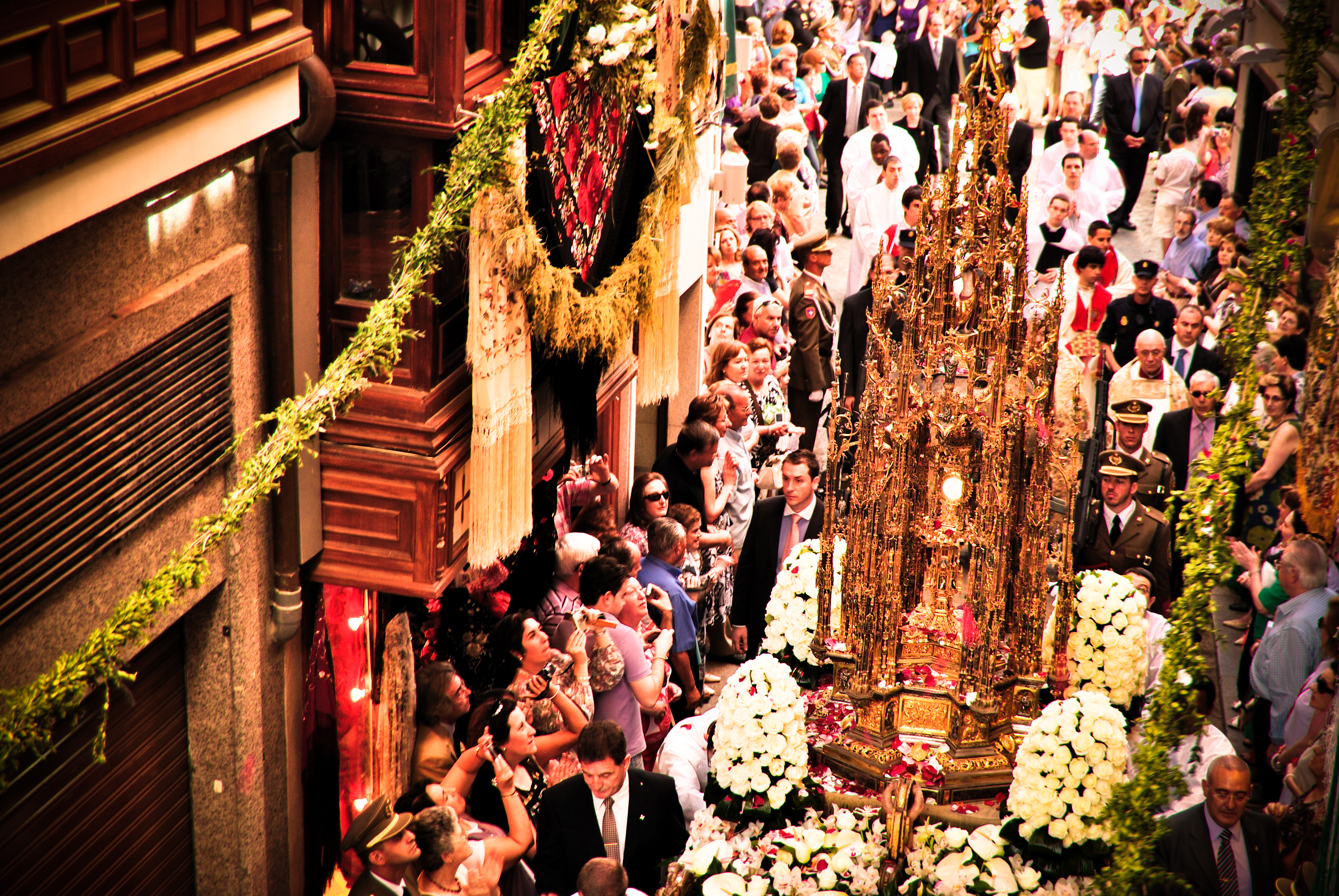
La custodia en procesión por las calles de Toledo.

#### Corpus Christi en Toledo
Las fiestas del Corpus Christi en Toledo son las más importantes de la ciudad, especialmente por la procesión que se celebra en la festividad litúrgica del Corpus Christi en el calendario mozárabe y que procesiona por la calle la custodia elaborada por Enrique de Arfe, pieza única de orfebrería. La fiesta de Corpus Christi en Toledo fue declarada Fiesta de Interés Turístico Internacional en 1980.
En las semanas previas a la Procesión, en la ciudad de Toledo se vive la fiesta en algunos momentos especiales:
- desde que comienzan los trabajos de adorno de las calles (al pasar la Semana Santa), trabajos que realiza la Junta pro-Corpus de Toledo.
-  la entrega de la Tarasca de Honor, galardón anual que otorga la Junta pro-Corpus de Toledo a personas o instituciones que apoyan la festividad del Corpus en Toledo
- el pregón de la fiesta, organizado por el Ayuntamiento de Toledo, y que ha contado con personas relevantes a lo largo de los últimos años.
La primera noticia que se tiene en Toledo de la procesión del Corpus Christi se remonta a 1342, cuando se habla de la cera que se repartió a los clérigos de la catedral para la fiesta del Señor, pero sin saber exactamente en qué consistió tal celebración. Se esperó hasta el año 1418 para conocer por primera vez la procesión eucarística por las calles toledanas.
En la víspera de la procesión, son muy característicos los dos desfiles de la tarasca y el pasacalles del pertiguero. Tras la procesión se celebra un desfile militar.
Completan el programa diversos espectáculos musicales y culturales organizados por el Ayuntamiento de Toledo.

### Fiestas de Interés Turístico Nacional

#### Corpus Christi en La Orotava (Tenerife)

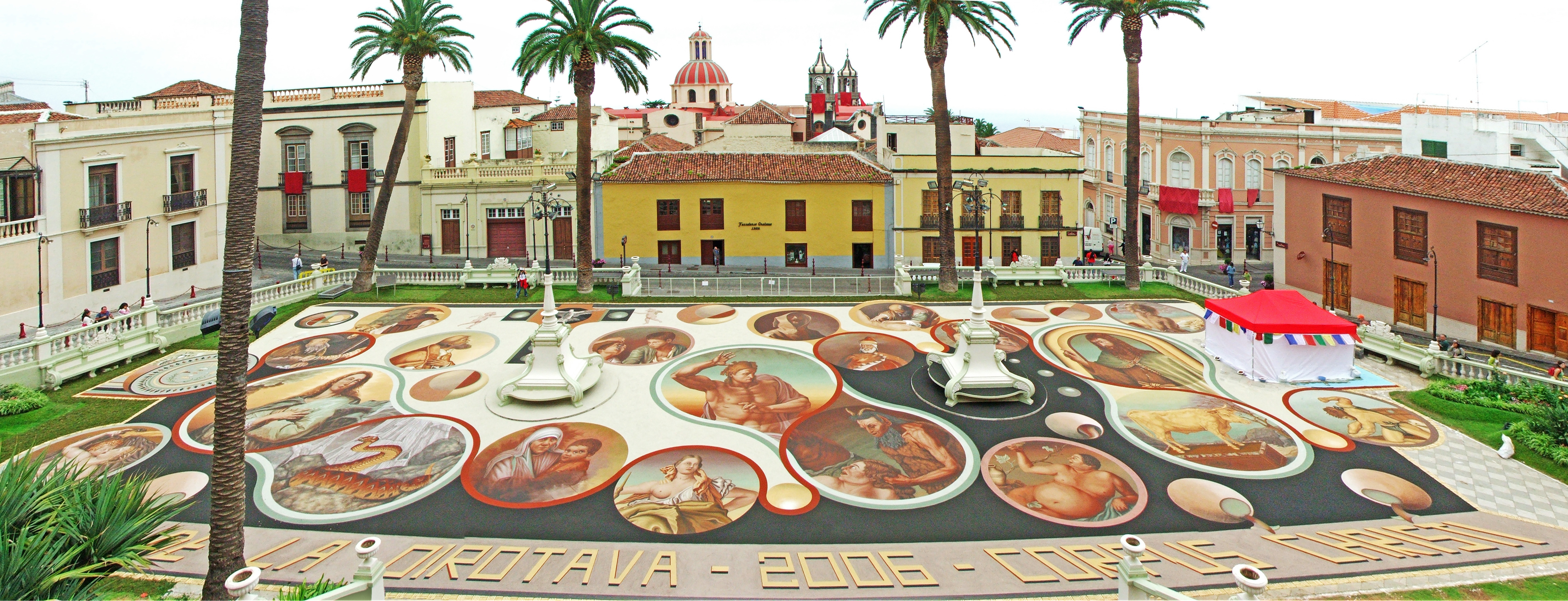
Alfombras confeccionadas con tierra del Teide. La Orotava, Tenerife.

Está considerado como el más famoso de Canarias y uno de los más importantes de España. Desde tempranas horas de la mañana, en la infraoctava del Corpus Christi,  calles de la Muy Noble y Leal Villa de La Orotava se empiezan a cubrir con tapices hechos con pétalos de flores que las mujeres del municipio han estado deshojando durante los tres días inmediatamente anteriores. Estos tapices deberán estar acabados para que por la tarde pase la procesión del Corpus Christi sobre ellos, la cual seguirá el camino marcado por los tapices hasta llegar a la plaza del Ayuntamiento, donde se encuentra el mayor tapiz de tierra del mundo (registrado en el Libro Guiness de los Récords), un tapiz con motivos bíblicos que se ha comenzado a confeccionar un mes antes con arenas de colores naturales traídas de las laderas del Teide.
Durante el día miles de curiosos pasean por las decoradas calles de la Villa contemplando las alfombras florales antes de que la procesión las vaya deshaciendo a su paso.
Esta tradición data de 1844, cuando la familia Monteverde del Castillo decide hacer un tapiz de flores delante de su casa para festejar así el momento en que el Corpus pasaba por delante de su domicilio.

#### Corpus Christi en La Puebla del Río (Sevilla)
La localidad sevillana de La Puebla del Río cumplió en el año 2008 el 425 aniversario de la celebración del Corpus Christi. Hay que tener en cuenta la posibilidad de que su celebración sea anterior al año 1583 en el que aparece en un libro de cuentas el pago a unos clérigos que vinieron a la procesión.
La celebración de la procesión tiene lugar en la tarde del jueves tradicional. Desde días antes las calles se engalanan para la ocasión: altares y balcones dan la bienvenida a la comitiva procesional que aglutina a la representación de las diversas hermandades locales, San Sebastián (patrón de la localidad), Nuestra Señora de la Granada (patrona y alcaldesa perpetua) y el Santísimo Sacramento en la magnífica custodia del siglo XVIII, todo ello sobre una alfombra de romero traído expresamente de la marisma, que cubre todas las calles por las que discurre la procesión.
El Corpus de La Puebla del Río goza de una Venia del siglo XVIII por la que puede procesionar por la tarde, antes de la caída de Sol y la llegada de la Luna.

#### Corpus Christi y su Octava en Peñalsordo (Badajoz)
La fiesta de la Octava del Corpus se celebra el fin de semana siguiente al Corpus Christi. Esta festividad se inicia la noche del sábado, cuando el sargento de la Hermandad recorre el pueblo a caballo mientras se le unen los otros hermanos del Santísimo Sacramento portando teas o jopos encendidos. Después de este recorrido todos se dirigen a la plaza, donde suben al balcón del Ayuntamiento para dar las "mojiangas", poemas satíricos y jocosos donde se relatan los hechos más llamativos que han sucedido en el pueblo en ese año, en un tono satírico.
Durante la jornada siguiente, día de la Octava, el domingo, se desarrollan nuevos actos que culminan con la conmemoración jocosa del asalto de los carneros al castillo. Los cofrades cabalgando sobre asnos, ataviados con atuendos de vistosos colores y cubierta la cabeza con una especie de mitra o tiara, se encaminan al "Cacho Dehesa" para correr los juegos de alcancías.
La fiesta concluye con una misa durante la cual los hermanos suenan los cencerros que llevan en la cintura. Concluida la ceremonia religiosa, después de la procesión, los cofrades forman delante de la iglesia una torre humana, sobre la que el abanderado ondea la bandera como exaltación de la conquista del castillo a los moros y cristianos.
La fiesta, que constituye una de las más singulares de toda Extremadura, está declarada de Interés Turístico Regional y Nacional.

#### Corpus Christi en Zahara de la Sierra (Cádiz)
El Corpus de Zahara de la Sierra, fue Declarado de Interés Turístico Nacional por Orden Ministerial el 24 de abril de 1980. Asimismo, el Corpus Christi de Zahara de la Sierra, fue declarado Fiesta de Interés Turístico Nacional de Andalucía, por la Consejería de Turismo y Deporte mediante orden de 20 de mayo de 1997 (BOJA núm. 64, de 5 de junio de 1997).
La Festividad del Corpus Christi está unida a esta villa desde que fuera reconquistada definitivamente en el año 1483 por Don Rodrigo Ponce de León. Es la fiesta mayor por excelencia, se viene celebrando cada año fiel a la tradición desde principios del siglo XV (1500-2013). Documentalmente se tiene constancia de la existencia de una cofradía dedicada al Santísimo Sacramento en el año 1666.
Los preparativos de la fiesta comienzan varios días antes, con la corta de ramos, juncia y hierbas aromáticas por parte de los habitantes que se desplazan a grandes distancias. El domingo a las siete de la mañana comienza el exorno de las calles cubriendo con eucaliptos, adelfas y flores las paredes de las casas y esparciendo en el suelo la juncia creándose una tupida alfombra con un acre olor a río, transformándose en un vergel el recinto de la fiesta. Sobre los ramos caen colchas, encajes, mantones, que se conservan en las casas para semejantes ocasiones. A las doce comienza la solemne misa concelebrada en el templo parroquial de Santa María de la Mesa ante el retablo que presiden los Santos Patronos San Simón y San Judas Tadeo y Santa María de la Mesa. Seguidamente se inicia la procesión abriendo el cortejo un guion barroco de plata, le siguen los niños de primera comunión, el palio de color blanco cuyos seis varales lo portan varones cercanos a la institución eclesiástica, y la Custodia que data del siglo XV de 83 cm de altura portada por el párroco, ayudado por el sacristán y sacerdotes invitados, a continuación autoridades, fieles y la banda de música local. Durante el recorrido de la procesión sacramental se levantan pequeños altares, donde la custodia hace estación y los fieles le rezan y cantan embargados de emoción y acendrada espiritualidad.
Tras la procesión estalla el día de fiesta, que tiene lugar en la caseta municipal, la plaza y calle principal. La fiesta se prolonga hasta el lunes, actualmente instaurado como fiesta local; durante esta jornada festiva transcurre el concurso de cachiporras zahareñas que se fabrican con la juncia (especie de látigo u honda que al crujirlo hace un sonido característico). Posteriormente tiene lugar la procesión la Virgen del Rosario, acto que se ha recuperado hace varios años, que hasta los años cincuenta procesionaba el día del Corpus.

#### Corpus de Sitges
Se caracteriza por la realización de alfombras de flores en las calles. Estas alfombras son confeccionadas por los vecinos que deciden adornar sus calles o cofradías que se reúnen para dar belleza a la procesión, ya que se entiende estas alfombras, dentro del contexto religioso, es como una ofrenda a la Eucaristía.

#### Alfombras de Serrín de Elche de la Sierra (Albacete)

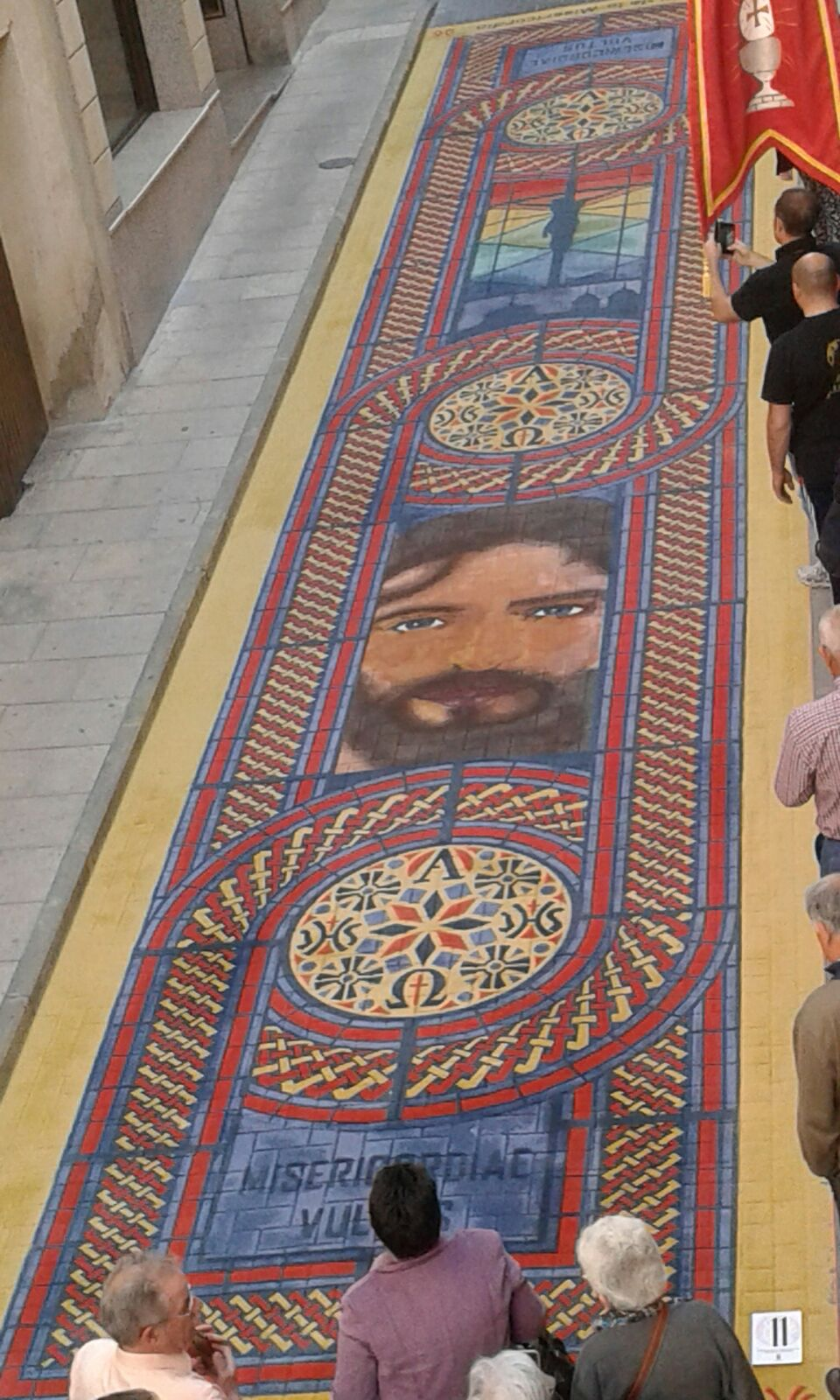
Alfombra de Serrín de Elche de la Sierra. Corpus 2016

Alfombras de serrín: la noche que precede al día del Señor (Corpus Christi) los vecinos del pueblo realizan alfombras de serrín y viruta consiguiendo bellos mosaicos o retratos de personajes religiosos atrayendo a miles de turistas para contemplar este espectáculo declarado de Interés Turístico Nacional.

### Otras celebraciones

#### Celebración del Corpus Christi en Barcelona
La celebración del día del Corpus Christi en Barcelona data del 1320 El eje central de la celebración es la Procesión de la Custodia por las calles para recordar el significado que tiene para los católicos esta fiesta: la transubstanciación del cuerpo de Jesús en el pan y el vino en la Eucaristía. La procesión más numerosa en la ciudad Condal es la procesión de la Catedral de Barcelona pero también numerosas parroquias y centros religiosos realizan pequeñas procesiones en horario diferente a la principal, como la que se realiza en la explanada de entrada del Real Santuario de San José de la Montaña.

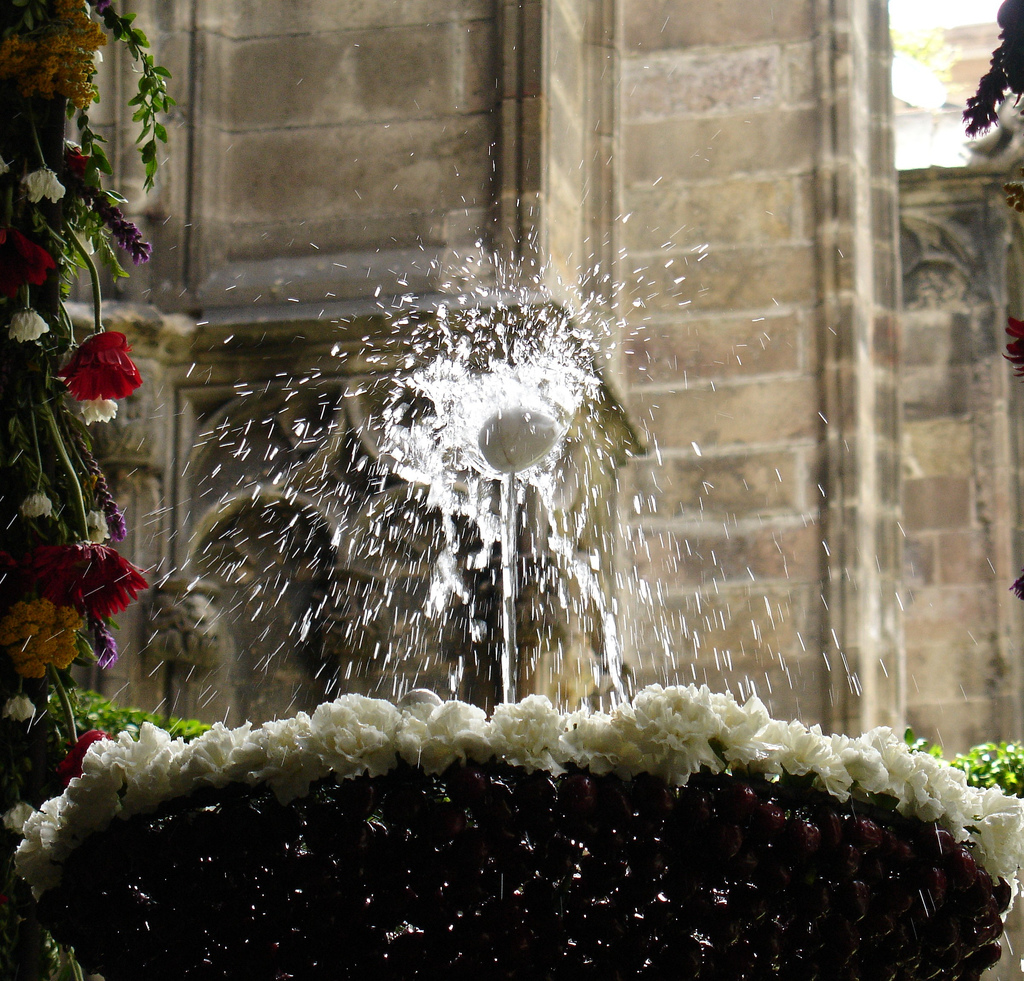
L'ou com balla en el claustro de la Catedral de Barcelona.

En la procesión del 7 de junio de 1896 de la iglesia de Santa María del Mar un activista anarquista lanzó una bomba desde un tejado. Aunque su intención era atentar contra la iglesia, lo cierto es que lanzó la bomba cuando ya había pasado la Custodia y las autoridades, por lo que los heridos eran simples participantes de la procesión. Hubo 12 muertos y 63 heridos.
L'ou com balla es otra tradición muy arraigada en la ciudad condal. Consiste en hacer bailar un huevo suspendido en el surtidor de agua de una fuente situada en un claustro o patio de iglesia o convento. Los primeros datos escritos que se han conservado datan de la primera mitad del siglo XVI. Los diferentes historiadores han planteado diferentes teorías respecto a su simbolismo pero no han llegado a un acuerdo al respecto. L'ou com balla más conocido y que atrae a más curiosos es el de la Catedral de Barcelona.

#### Corpus Christi en Valladolid
El Corpus Christi es una de las principales celebraciones católicas de la ciudad de Valladolid. Si bien su celebración siempre ha estado a la sombra del esplendor de las procesiones de Semana Santa en Valladolid, ha sabido tomar de éstas la solemnidad y elegancia que las caracteriza, lo cual, unido a la belleza de la custodia procesional de Juan de Arfe, ha hecho de esta una de las celebraciones religiosas de referencia.

#### Procesión del Corpus Christi en Cádiz
El Corpus Christi es una de las fiestas mayores de la ciudad desde tiempos remotos.
La custodia procesional, una de las mayores joyas de la orfebrería gaditana, fue labrada en 1664 por el orfebre Antonio Suárez. Mide tres metros y medio de alto y su peso es de 390 kilogramos, y es la más alta de España. El 'Cogollo', o custodia interior, está atribuida al orfebre de origen flamenco Enrique de Arfe; mide 62 centímetros, y está ubicada en la capilla de cuerpo inferior. La custodia en sí está dividida en tres cuerpos:
- Cuerpo principal, o cuerpo inferior, donde se halla el anteriormente mencionado 'Cogollo'.
- Segundo cuerpo o intermedio, donde se encuentra una imagen de Cristo Resucitado.
- El tercer cuerpo o superior, que sostiene la cúpula, finalizada con una imagen alegórica de la Fe.

Otra parte de la custodia es el zócalo, obra de Bernardo Cientolini en 1692, y finalmente el carro, labrado en 1721 por Francisco Arena. El paso es portado a ruedas, dirigido desde el interior por ocho personas, que suelen pertenecer a la Orden Tercera de los Servitas.
Acompañando a la custodia procesiona la Virgen del Rosario, patrona de Cádiz, en una de las dos ocasiones en que sale habitualmente a las calles gaditanas durante el año. Hasta finales de la década de 1980 los santos patronos, San Servando y San Germán, también procesionaban en el cortejo, hasta que una recomendación por parte del equipo que trabajó en la restauración de las imágenes desaconsejó su salida. Asimismo han dejado de procesionar los pasos correspondientes al Lignum Crucis y a la Santa Espina.

#### Corpus Christi en Granada
En estas fechas, la ciudad se prepara para disfrutar y vivir sus fiestas mayores, que se ordenaron por mandato real hace más de quinientos años.
Granada vive la fiesta con un completo abanico de acontecimientos culturales, entre los que destacan las fiestas taurinas.
El ambiente de feria se puede disfrutar tanto de día como de noche en el recinto ferial. En la Feria de Granada, a diferencia de otras, las casetas públicas se intercalan con las privadas de modo que el visitante pueda acceder libremente y conocer el ambiente que se vive en estas fechas y en esta fiesta.
Durante la semana que dura la feria hay que destacar 2 procesiones que se pasean por toda la ciudad:
- Cada miércoles de feria, a media mañana La Tarasca, un maniquí que se supone viste la ropa que estará de moda en esa temporada, se pasea por toda la ciudad a lomos de un fiero dragón que parece quedar rendido a sus pies. Así el secreto mejor guardado, hasta su salida, es el traje que lucirá ese día La Tarasca. Se puede decir que es el contrapunto pagano a la fiesta religiosa.
- La Fiesta grande de Granada se organiza alrededor del jueves, el Corpus Christi, día en el que toda la ciudad abarrota las calles para contemplar la procesión del Sacramento.

El domingo de la semana siguiente a la festividad del Corpus se celebra una pequeña procesión en los alrededores de la Catedral, es la llamada Octava del Corpus.

#### Procesión del Corpus Christi en Madrid
La celebración tuvo mucha repercusión en la capital desde el siglo XIII, su procesión fue una de las más afamadas en la capital debido a su paso por la Puerta del Sol. Fue conocida por ser la única en la que participaban los propios reyes. Su recorrido a través de la calle de Carretas era muy famosa. Aún se realiza la procesión con la custodia que recorre los puntos neurálgicos del casco histórico de la ciudad y que acompaña la Misa solemne y la bendición con el Santísimo. 

#### Corpus Christi en Sevilla
Los primeros datos sobre la celebración del Corpus Christi en la ciudad de Sevilla se remontan a 1426, pero es a raíz del siglo XVI y de la Contrarreforma cuando va a alcanzar mayor esplendor hasta convertirse en la principal fiesta del calendario hispalense.
Trasladada la Solemnidad litúrgica al domingo infraoctava para todas las diócesis de España, la Catedral de Sevilla ha mantenido la procesión en el jueves tradicional, día que es declarado fiesta local por el Ayuntamiento.
Por un recorrido establecido desde el siglo XVI, adornado profusamente a instancias municipales y particulares, se desarrolla la procesión matinal en la que participan todas las cofradías, grupos piadosos y congregaciones religiosas de la ciudad, academias, colegios profesionales, cuerpo consular, representaciones militares, Universidad de Curas Párrocos, Tribunal Eclesiástico, Cabildo Catedralicio, arzobispo y las más altas instituciones civiles: Gobierno, Ayuntamiento y Diputación.
Como es tradición en España y América, anteceden al Santísimo Sacramento diversas efigies de santos relacionados con la ciudad, constituyendo un cortejo larguísimo de modo que el Ayuntamiento dispone sillas de alquiler para que los asistentes puedan presenciarlo cómodamente.
La Eucaristía procesiona en un magnífico monumento de plata, la custodia, obra de Juan de Arfe y Villafañe ejecutada entre 1580 y 1587 en estilo renacentista.
Durante los días de la infraoctava, se celebran en la catedral funciones vespertinas en las que los Seises de Sevilla ejecutan sus danzas en la presencia del Santísimo Sacramento solemnemente expuesto. También es tradición la procesión del Corpus Chico, que se celebra el domingo de infraoctava, en la parroquia de Santa Ana del popular barrio de Triana.
Otras procesiones parroquiales se han añadido más recientemente en el mismo domingo del Corpus Christi o en fechas cercanas, aunque no todas con cadencia fija, como las de la Magdalena, San Isidoro, el Sagrario, la Milagrosa, San Vicente, San Julián, etc.
Esta fiesta en Sevilla, como la Semana Santa, es muy celebrada y acogida, no solo en la capital sino también en algunos pueblos como Carrión de los Céspedes en el que su Patrona, la Virgen de Consolación, sale de Ermita de Nuestra Señora de Consolación, para ir a la iglesia de San Martín.

#### Corpus Christi en Tarragona
La festividad del Corpus en la ciudad de Tarragona se ha celebrado de manera ininterrumpida desde el siglo XIV, concretamente se tiene constancia desde el año 1357 a instancias del arzobispo Sanç López de Ayerbe. Contiene algunos de los elementos estructurales más representativos de la celebración en Cataluña, como l'ou com balla -el huevo danzante sobre el surtidor de la fuente del claustro de la Catedral-, los toques de campanas, el oficio religioso, la procesión encabezada por el Cortejo Popular propio de esta jornada y presidida por la custodia, y las tortas de cerezas.
En la actualidad, el conjunto de los elementos patrimoniales del Corpus desfila en las Fiestas de Santa Tecla, los días 21, 22, 23 y 24 de septiembre. También se pueden contemplar de manera permanente en la Casa de la Fiesta de Tarragona, edificio que los alberga, conserva y expone.

#### Fiesta del Corpus Christi (Valencia)

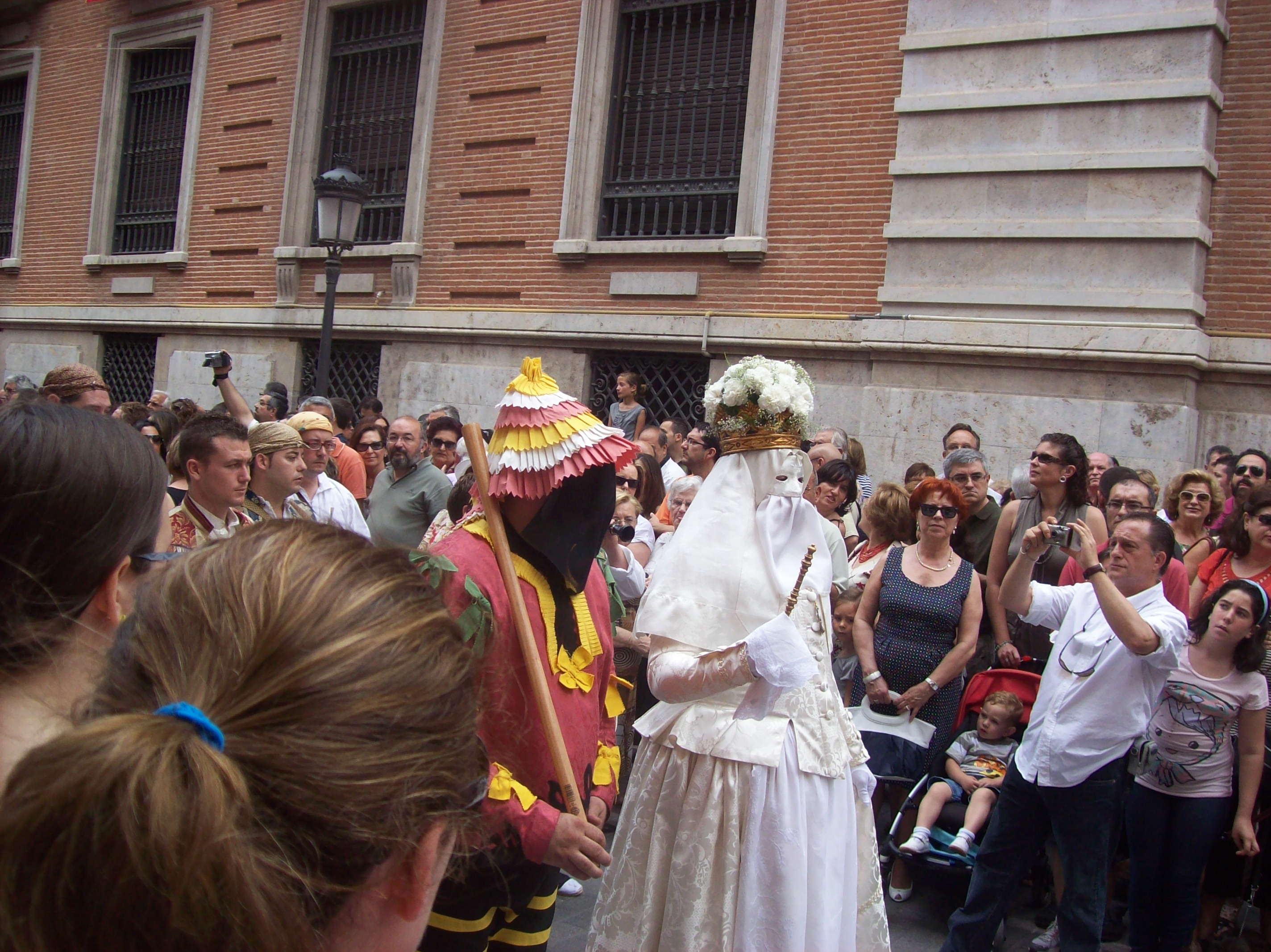
La Moma y los momos en la procesión del convite.

La fiesta del Corpus Christi, ha sido y está considerada como la Festa Grossa ("Fiesta Grande") de la capital, desde el último tercio del siglo XIV hasta finales del siglo XIX. Actualmente es Bien de Interés Cultural Inmaterial.
Desde la institución de la fiesta, se celebraba una procesión, pero en un principio era de las llamadas claustrales, por celebrarse dentro de las Iglesias. El obispo de Valencia (1348-1356) Hug de Fenollet, el 4 de junio de 1355 promueve, de acuerdo con el cabildo catedralicio, los jurados de la ciudad, el justicia y prohombres de Valencia, la creación de una procesión que recorriese las calles de la ciudad.
Al año siguiente, en 1356 ante el sitio de Valencia por Pedro I de Castilla, se suspendió la procesión (habiéndose celebrado solo una) y se decidió que cada año se celebraría en una parroquia.

“general e solemnial processó sia feta, en la cual sien e vajen tots los clergues e religiosos e encara totes les gents de la dita ciutat”.

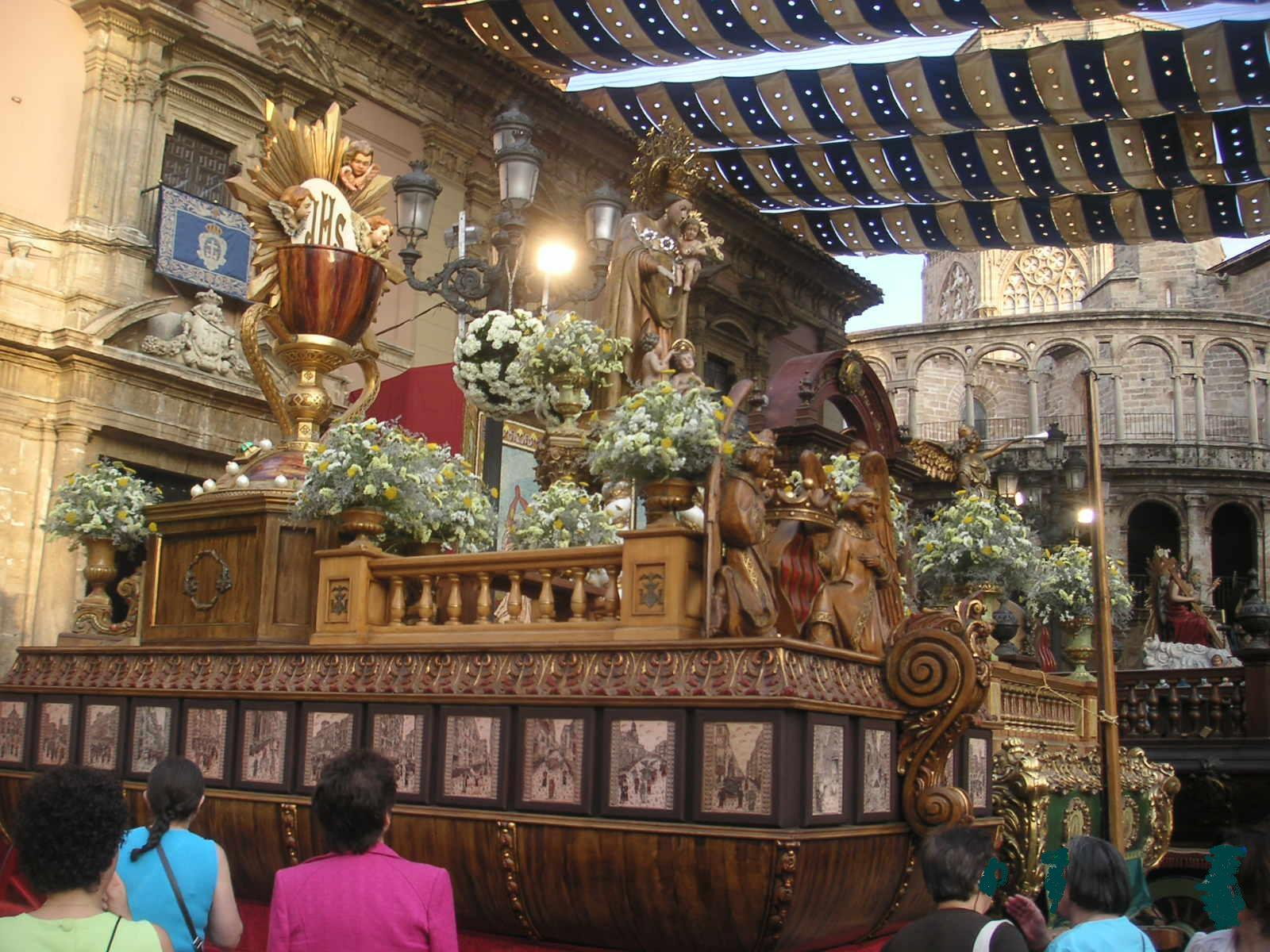
Las Rocas junto a la Catedral y la Basílica.

El pregón de esta primera procesión, donde se disponía tanto la procesión como su recorrido, con inicio en la Catedral, consta en el Manual del Consell, y fue dispuesto por los jurados el 8 de agosto de 1416. En el citado bando se pedía a los vecinos que adornasen sus casas, limpiaran las calles que se recorría y echaran hierbas aromáticas en homenaje a la Eucaristía.
En 1372, siendo obispo el cardenal Jaime de Aragón, nieto de Jaime II de Aragón y primo hermano de Pedro IV "El Ceremonioso", resurge y a partir de ese momento la festividad va tomando auge y solemnidad, añadiéndose la música de la época, bailes o danzas de las cuales hoy algunas aún perduran, y la participación de los gremios con sus banderas y llevando una vela de ocho onzas cada persona de cada gremio.
Adquirieron en esa época fama y renombre tanto la fiesta del Corpus Christi, que se extendió rápidamente tanto dentro como fuera de Valencia, como las Rocas (carros monumentales que desfilan en la procesión).

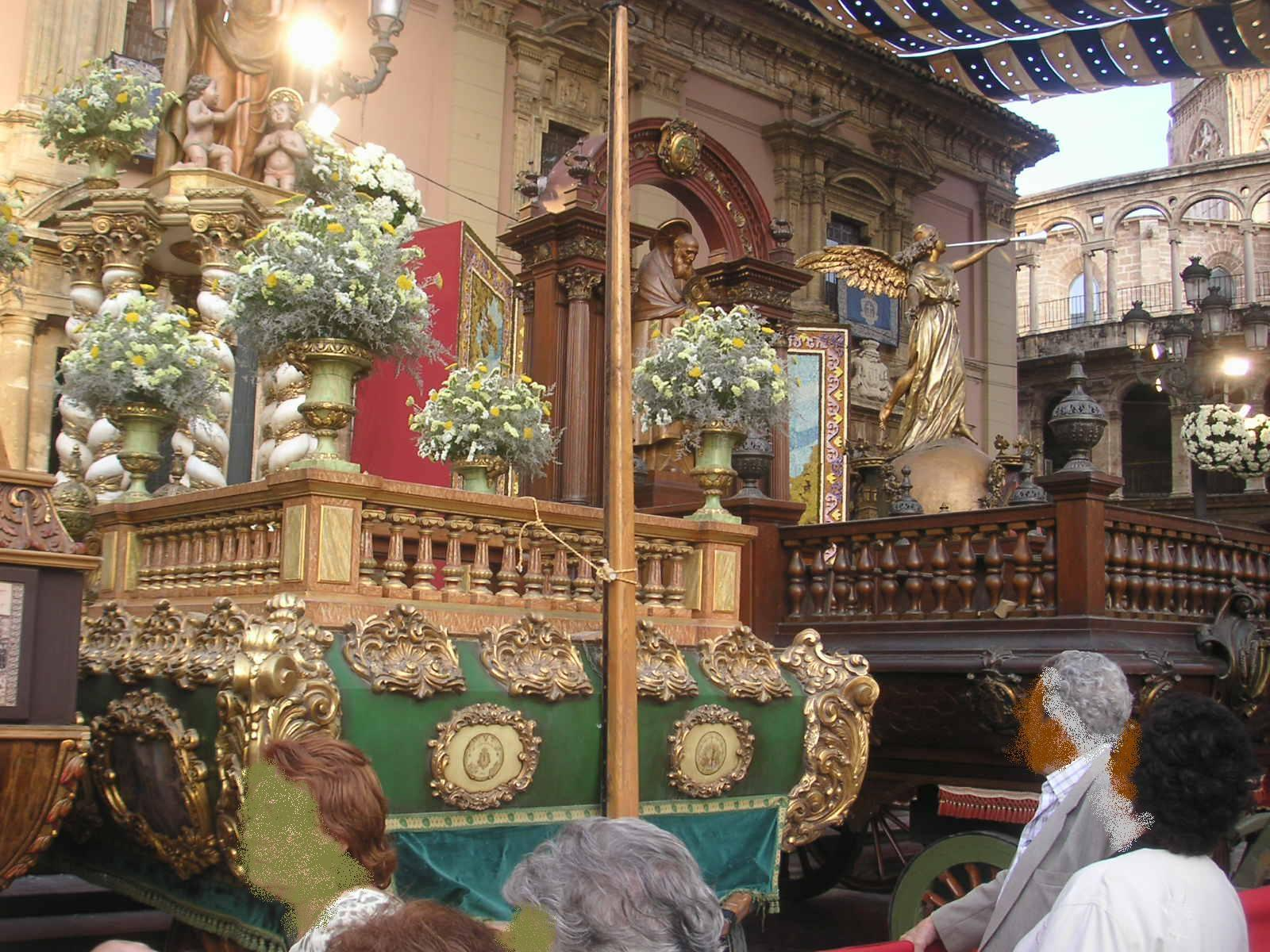
"Las Rocas", carros triunfales centenarios que desfilan en la procesión de Valencia.

La majestuosidad y esplendor de la procesión llevó a que importantes personajes históricos la presenciaran en algún momento de su vida o pidieran que se representara para algún acontecimiento importante: así Blanca de Aragón en 1401 hizo que se repitiera, Martín el Humano y la reina Juana de Sicilia la presenciaron; Fernando de Antequera hizo que se representara en su coronación como rey de Aragón en Zaragoza, en 1414, en 1415 es el Papa Luna quien asiste a la misma, en 1427 Alfonso el Magnánimo, en 1466 la presencia el rey Juan II de Aragón, los Reyes Católicos en 1481, en 1501 la reina Juana de Nápoles, en 1528 el emperador Carlos V, en enero de 1585 por Felipe II, en 1612 por el Felipe III con motivo de sus bodas reales, el Príncipe de Angulema en 1815, Fernando VII en 1827, la reina Isabel II con el futuro Alfonso XII en 1858, en 1888 la presenció Alfonso XIII y de nuevo finalmente en el año 1893 con motivo del primer Congreso Eucarístico Nacional.
Hasta 1506 se celebraba la procesión por la mañana pero, en ese año se acordó que se hiciese por la tarde. Posteriormente Carlos II, en 1677, intentó cambiarlo nuevamente pero el Consistorio protestó y ese mismo año volvió a instaurarse por las tardes.
La participación de los gremios en la procesión fue constante hasta 1835. Tras la desamortización de Mendizábal en 1836, la supresión de muchas comunidades religiosas que participaban inició el declive de la procesión; si bien el vacío dejado por gremios y órdenes religiosas, lo llenaron las instituciones de beneficencia y caridad como el Real Colegio de Huérfanos de San Vicente Ferrer, la Casa de la Beneficencia, el Asilo de San Juan Bautista, etc.
Con la proclamación de la II República, la fiesta se limitó al interior de las iglesias, haciéndose así desde 1931 hasta 1935. Tras la guerra civil, los ayuntamientos franquistas recuperaron sólo parcialmente la tradición valenciana, quedando representada por "les Banderoles", "els Gegants i els Nanos", "els Cirialots", "los Apóstoles", "los Evangelistas" y pocos personajes más.
Ya en la década de 1950 hasta 1960, un grupo de valencianos va recuperando personajes y se llega a la formación del Grupo de Mecha y a la continuación de la Asociación Amics del Corpus de la Ciudad de Valencia Archivado el 16 de septiembre de 2007 en Wayback Machine., retomando el esplendor inicial de la Procesión del Corpus.
Desfilan en solemne procesión 300 personajes bíblicos y personajes del folclore católico, desde Noé –llamado por los valencianos "l'agüelo Colomet"– hasta la reina de Saba: los profetas, Josué, Jacob, las doce tribus de Israel, Moisés y Aarón con las tablas de la ley, el Arca de la Alianza, Sansón o los exploradores de la tierra prometida, el Ángel Custodio de la ciudad de Valencia, San Juan Bautista, los apóstoles, los cuatro evangelistas, las águilas de Patmos, Santa Margarida, Sant Jordi y 'els cirialots' (24 prohombres de la ciudad disfrazados con barba blanca), hasta llegar a su fin con la custodia.

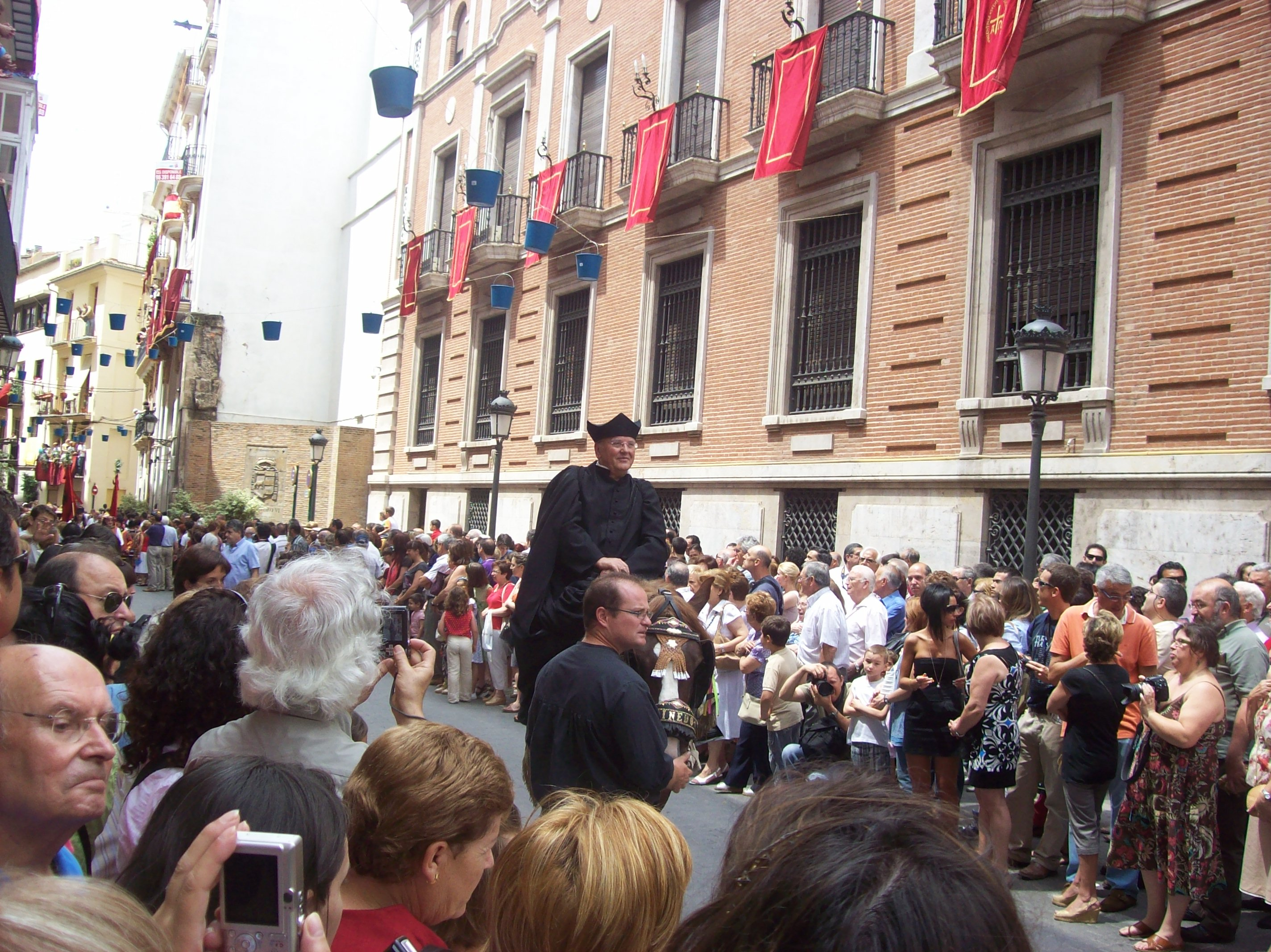
El 'capellà' invitando a los ciudadanos en la cabalgata.

la custodia, un pieza barroca de 4 metros de altura, 600 kilos de plata y cinco de oro, perlas y piedras preciosas, que está flanqueada por 'los mancebos', seis jóvenes ataviados con ropa de terciopelo y seda a la usanza del siglo XVI.

##### Cabalgata del convite
Durante la mañana del domingo se realiza una cabalgata previa, denominada Cabalgata del Convite, la comitiva va encabezada por la Real Señera Valenciana. Un figurante disfrazado de capellán, sobre un caballo, va durante todo el recorrido recitando el pregón e invitando, en valenciano, a todos los ciudadanos para que participen en los festejos de por la tarde.
Junto al capellán, se interpretan distintos cuadros bíblicos y danzas típicas valencianas como 'La moma y els momos', poniendo fin a la cabalgata la denominada "degollà", que representa a los soldados de Herodes en su macabro encargo de asesinar a los Inocentes.

#### Corpus Christi en Torrelaguna
Sin ser declarada de Interés Turístico Nacional ni Regional, la fiesta del corpus en Torrelaguna va cobrando fuerza.
Las calles se engalanan con pasillos florales, se celebra la Santa Misa y después, en la procesión se traslada la Custodia por el pueblo, recorriendo los diferentes altares colocados por las Asociaciones y Hermandades del lugar.

#### Corpus Christi en Lagartera (Toledo)
Ha sido declarada Fiesta de Interés Turístico Regional de Castilla-La Mancha en 2007, por la belleza de las telas labradas con sus ricos bordados artesanos, hechos a mano, colgados de las fachadas y adornando las puertas de las casas convertidas en altares, en las calles por donde pasa la procesión de la Eucaristía.

#### Corpus Christi en Laguna de Negrillos (León)

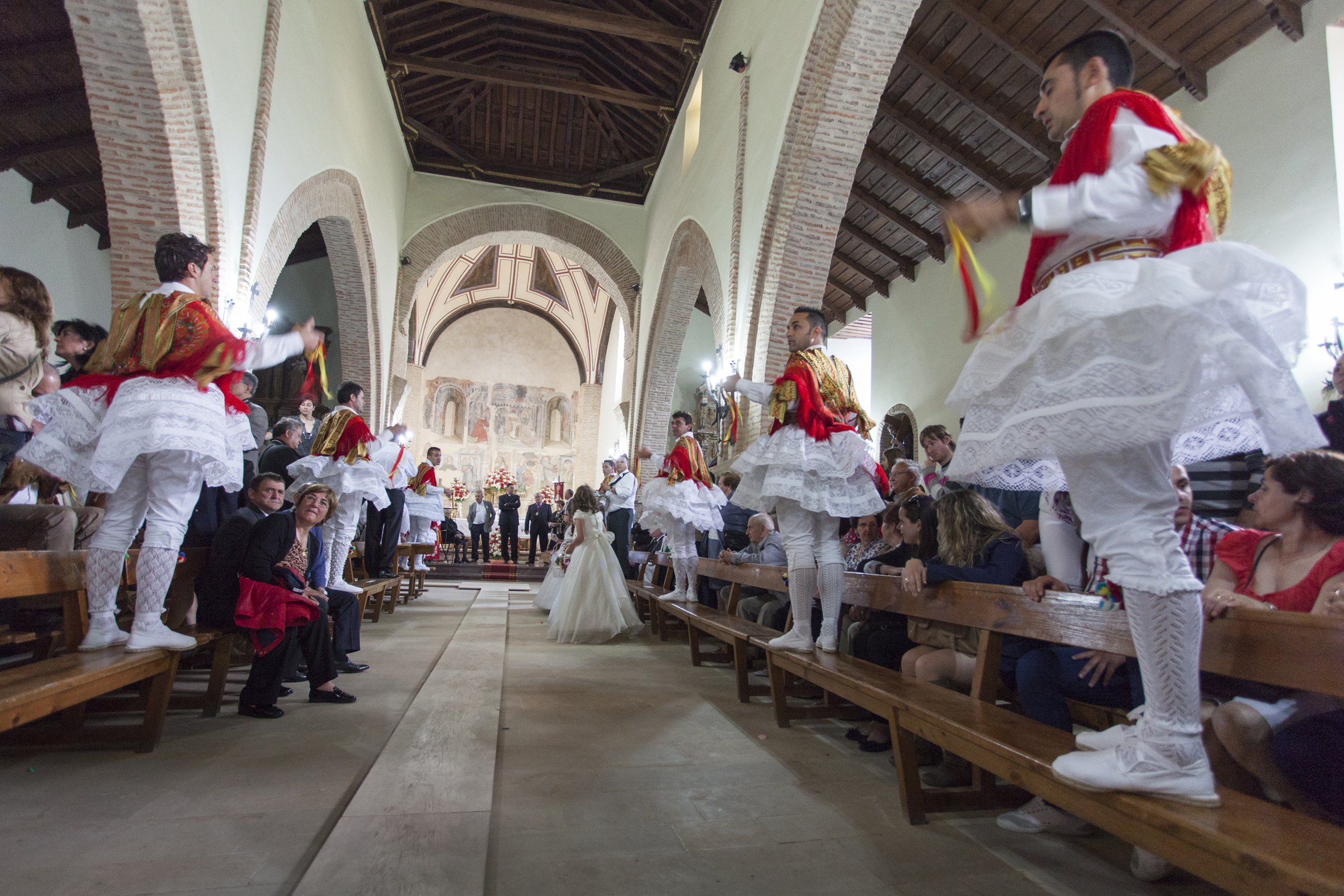
Corpus Christi Laguna de Negrillos

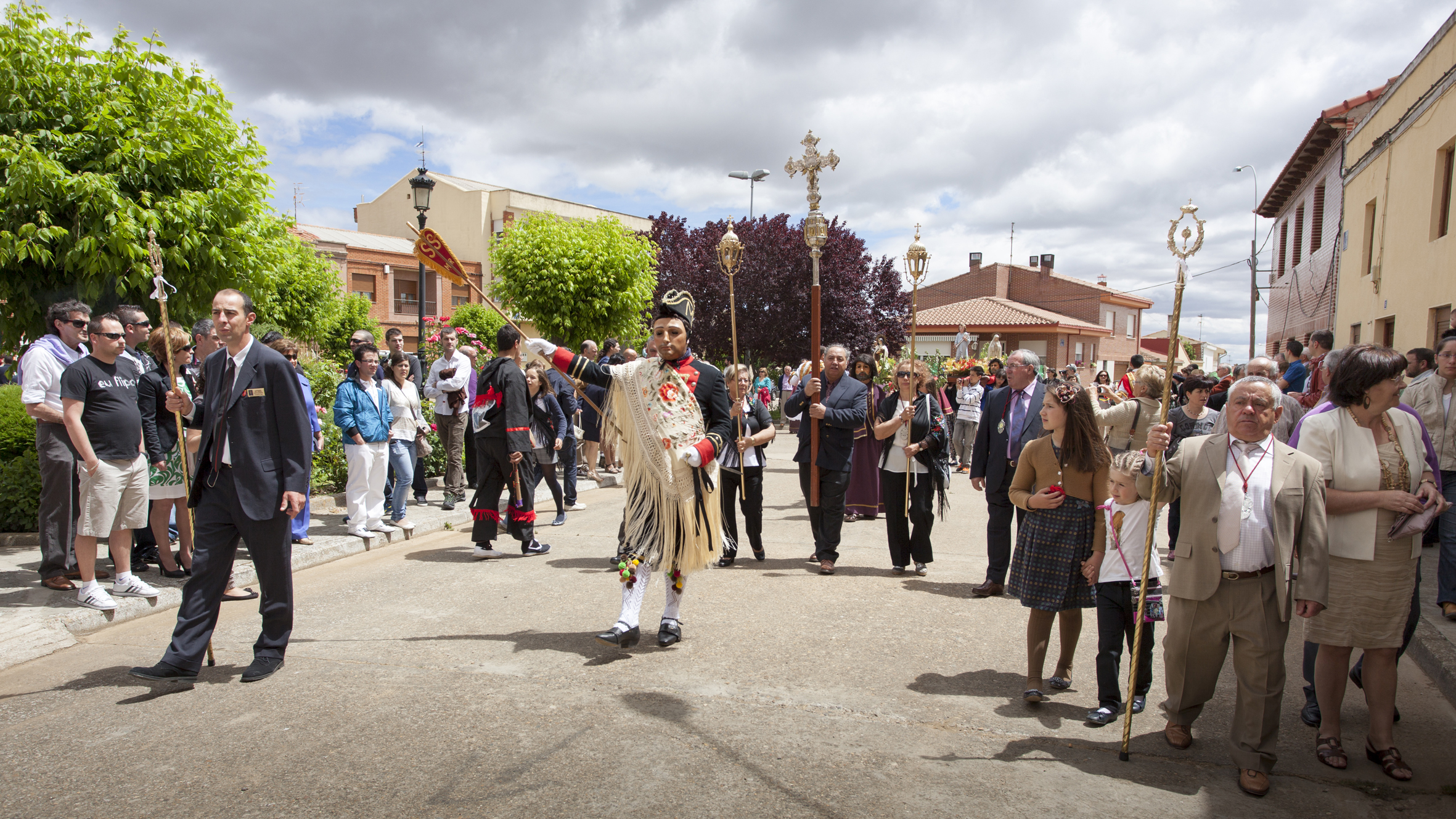
Corpus Christi Laguna de Negrillos

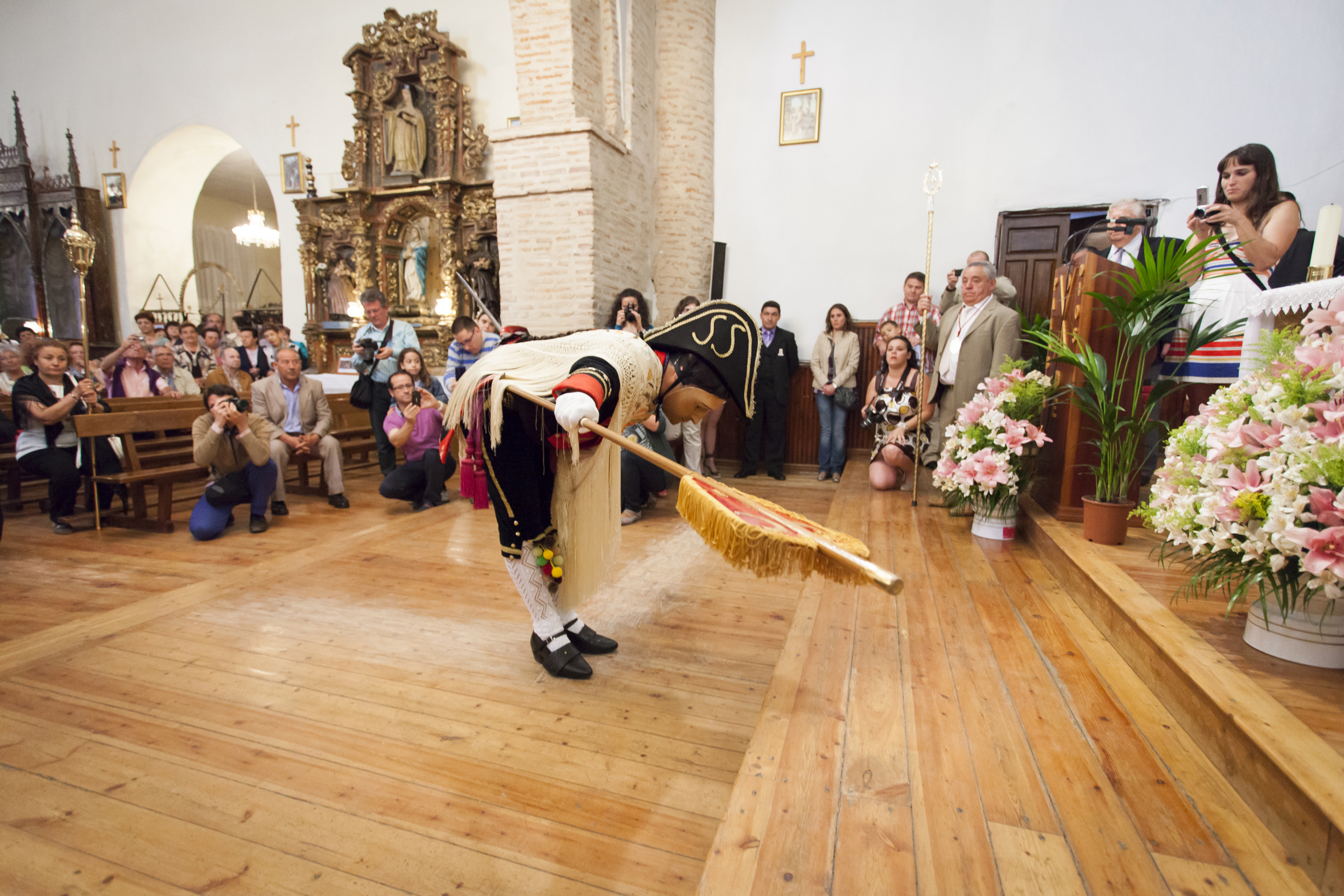
Corpus Christi Laguna de Negrillos

La fiesta del Corpus Christi de Laguna de Negrillos, de gran raigambre entre sus gentes, destaca ante todo por su peculiar procesión. Es esta una celebración que parece haber permanecido ajena al transcurrir de los años y en la que se mezclan la luz y el color, lo sagrado y lo profano, la tradición y el mito, el firme taconear de un arrogante San Sebastián y el caminar descalzo de un humilde San Juan Bautista, que hacen de ella un evento de gran valor antropológico y cultural español.
Sus comienzos, de difícil precisión, se enmarcan entre los siglos XVI y XVII, siendo organizada a partir de 1648 por la Cofradía del Señor Sacramentado. Su origen como representación en un día festivo de una “moralidad” o “auto sacramental” hacen que esta procesión sea una huella viva de lo que fueran los primeros pasos de teatro español y que aun hoy podemos admirar con todo rigor, como lo manifiesta el tradicional uso de las caretas.
En esta fiesta instituida en honor al Santísimo Sacramento siendo este su verdadero protagonista es, sin embargo, la actuación de San Sebastián la que atrae mayor atención.
San Sebastián, es el personaje protagonista de la procesión, representa al centurión romano (siglo III d. C.) que por su fe cristiana fue martirizado. Sin embargo, causa extrañeza su anacrónica vestimenta y caminar militar que pueden encontrar su explicación en las adaptaciones, a personajes españoles de la época, que se hicieron en el teatro moderno de los personajes históricos y bíblicos.

En su recorrido trata de negar al público su fe cristiana, que finalmente reconoce cuando realiza una venia con la cara descubierta ante el Santísimo tras lo cual se va presuroso. Siguiendo sus pasos e intercalados con las imágenes van los Apóstoles (excepto Judas Iscariote), San Miguel, San Juan Bautista y Jesucristo. Junto a ellos, los danzantes representan, según la tradición, ángeles celestiales que custodian la Sagrada Forma y a la que nunca dan la espalda. Dos birrias, contrarios a los danzantes, representan al diablo, los cuales intentan poner orden a la procesión con sus latigazos.

Los actos centrales son celebrados en la plaza del Santísimo Sacramento, los cuales son: La Venia, realizada por San Sebastián de cara al público menospreciando el altar, el baile de "las vueltas" de los danzantes en honor al Señor y la presentación y veneración del Santísimo Sacramento.

Procesionan en orden de salida: San Sebastián, San Matías, imagen de Santa Teresa, San Simón, imagen de La Milagrosa, San Judas Tadeo, imagen del Niño Jesús, Santiago, imagen de Santa Marina, San Mateo, imagen de San Antonio, Santo Tomás, imagen de la Virgen de Fátima, San Bartolomé, imagen de San Isidro Labrador, San Miguel, imagen de la Virgen del Carmen, San Felipe, imagen de la Virgen del Rosario, San Juan Bautista, imagen de la Inmaculada Concepción, San Andrés, imagen del Sagrado Corazón de María, San Pedro, imagen del Sagrado Corazón de Jesús, Santiago “El Menor”, Jesucristo y San Juan Evangelista. Junto a todos ellos, los 8 danzantes, abriendo paso, 2 birrias y cerrando el cortejo procesional el Santísimo Sacramento, la junta directiva de la cofradía del Señor Sacramentado, la corporación municipal del ayuntamiento y vecinos.

El itinerario procesional, es el siguiente: Salida de la iglesia de San Juan Bautista, calle Alonso Mansilla, calle Calvo Sotelo, plaza del Santísimo Sacramento (actos centrales), calle Pedro Llamas, iglesia de Nuestra Señora del Arrabal (celebración de la Santa Misa). Regreso por calle Pedro Llamas, plaza del Santísimo Sacramento, calle La Constitución, iglesia de San Juan Bautista.
La procesión, declarada de Interés Turístico Provincial e Regional, es celebrada cada año el domingo de la semana del jueves de Corpus Christi a partir de las 12 horas del mediodía. Tiene una duración aproximada de 3 horas.

#### Celebración del Corpus en Priego (Córdoba)
La celebración del Corpus debió iniciarse en Priego de Córdoba a mediados del siglo XVI y seguramente fue promovida por San Juan de Ávila, que había escrito un tratado titulado Del Santísimo Sacramento y que entre 1525 y 1569 desarrolló una intensa labor como predicador en Andalucía, especialmente en las provincias de Córdoba, Granada y Jaén. En Priego encontró el apoyo del licenciado Marcos López, vicario de las Iglesias de la localidad y fundador del colegio de San Nicasio, que asumió la organización anual de la fiesta.
La celebración debió adquirir en pocos años un auge extraordinario, ya que a principios del siglo XVII se citaba a Priego como “señaladísimo lugar en esta gran devoción”. La fiesta formaba parte, junto a la de la Inmaculada y el Santo Entierro, de las que se financiaban a expensas del Ayuntamiento, que nombraba cada año a varios diputados para que la organizaran con la mayor pompa y esmero. Así, en 1820, el nuevo Ayuntamiento, de signo liberal, elabora un presupuesto en el que se destinan a la fiesta 4400 ducados, cantidad muy superior a las que se asignan a las demás fiestas de financiación pública.
Actualmente, el popular barrio de la villa, acoge sus fiestas populares, y el pueblo entero se engalana para la ocasión, saliendo por la mañana la procesión del Corpus, acompañado de representaciones de todas las hermandades, niños de comunión, autoridades locales y la banda sinfónica municipal de Priego.

#### Procesión del Corpus Christi en San Vicente de Alcántara (Badajoz)
La festividad del Corpus Christi cobra en San Vicente de Alcántara una significación especial a comienzos de la década de los 80, cuando un grupo de vecinos de la calle Cervantes, popularmente conocida como calle Larga, decide engalanar con motivos florales ese tramo del recorrido procesional que más tarde realizará bajo palio la custodia con el Cuerpo de Cristo. Posteriormente se unirán vecinos de otras calles por donde discurre también el recorrido procesional; quienes, sumándose a los diversos grupos que se van formando por zonas y otros muchos ciudadanos de distintas calles por donde no transita la procesión, contribuyen a que la celebración sea un referente ineludible en el calendario festivo de la localidad.
Con el paso de los años se van aglutinando nuevas ideas por parte de los ciudadanos sanvicenteños y los adornos florales en las calles que forman el recorrido de la procesión dan paso a la realización desde la tarde anterior a la celebración y a lo largo de toda la madrugada de dibujos de serrín de corcho y madera que anualmente donan los industriales locales de ambos sectores, teñido en los días previos a la celebración, hasta formar alfombrillas con motivos multicolores en la calzada por donde pasará la procesión.

#### Procesión del Corpus Christi en Valenzuela (Córdoba)
Las fiestas del Corpus Christi en Valenzuela destacan por los bonitos bordados de los balcones y fachadas de las casas, la elaborada floristería en aceras y calzadas, la gran cantidad de altares esparcidos por las calles, y sobre todo las alfombras, con la peculiaridad de que son de serrín tintado. La fiesta se celebra el domingo siguiente al jueves del Corpus.

#### Corpus Christi en Vitigudino (Salamanca)
En Vitigudino esta tradición centenaria es la fiesta por antonomasia de la localidad. Se realizan diversas celebraciones durante estos días, como las vísperas que se celebran el miércoles y el sábado.
El jueves de Corpus se celebra la Eucaristía con la posterior procesión alrededor del pueblo al son de las campanas repicando, realizando paradas en los diversos altares adornados con flores y tomillo en los que se colocan los niños nacidos durante el año para ser bendecidos. Participan los niños que durante ese año han tomado la Primera Comunión, así como representantes de las diversas cofradías del pueblo con sus respectivos estandartes como son las Mayordomas de la Virgen del Socorro, la Cofradía San Nicolás de Bari de Semana Santa o la Adoración Nocturna.
El domingo de Corpus se vuelve a conmemorar la fiesta del Cuerpo y la Sangre de Cristo, con misa y procesión alrededor de la iglesia parroquial.
Estos actos son presenciados por todos los miembros de la Cofradía del Santísimo y vecinos de la Villa, que entonan cánticos como el Pange lingua o Cantemos al amor de los amores, en unos días que conjugan los actos religiosos y lúdicos. Esta Cofradía cuenta con más de 150 años de historia, aunque antes de fundarse ya existía algo parecido a una cofradía que se encargaba del culto al Santísimo Sacramento, por lo que la devoción de la Villa cuenta con varios siglos de historia.
Los actos lúdicos comienzan el miércoles de Corpus con el lanzamiento de cohetes y bombas en la plaza de España, donde se empieza a sentir el ambiente festivo con los coloridos "uniformes" de las múltiples peñas que existen. A media noche se celebra la capea nocturna en la plaza de toros, donde una verbena toca entre vaquilla y vaquilla.

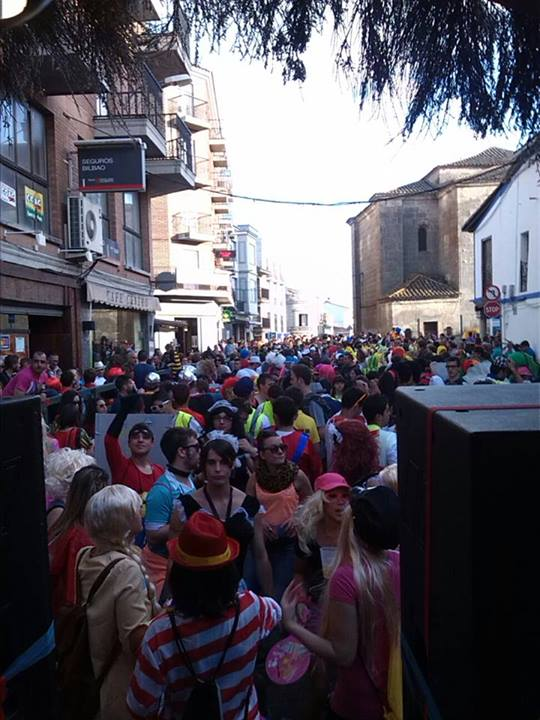
Disfraces Jueves Corpus Vitigudino

El jueves de Corpus ha pasado de ser un día exclusivamente dedicado a las celebraciones religiosas por la mañana, a convertirse en la tarde de las peñas, en la que todas ellas desfilan con distintos disfraces, carrozas y complementos, tras lo que se celebra un encierro nocturno.

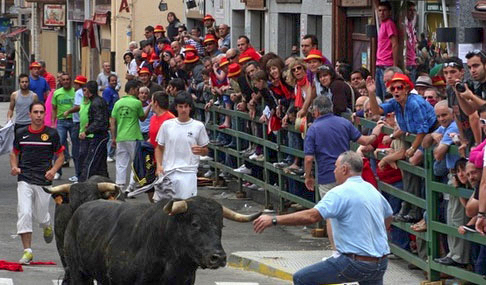
Encierro durante a festividad de Corpus en Vitigudino

El viernes y el sábado por la mañana se celebra un encierro urbano por las calles del pueblo, después de que los más pequeños hayan hecho lo propio con los carretones en los encierros infantiles.
Por la tarde una capea en la plaza de toros, con alguna charlotada en la que una peña disfrazada sobre una temática se enfrenta a una vaquilla y saca las carcajadas del público; también tiene lugar el grand prix, donde las peñas compiten por ser los primeros en las distintas pruebas en las que su principal enemiga en la vaquilla.
La jornada termina con una verbena en la plaza de España por la noche.
El domingo un encierro urbano cierran el ciclo de festejos.

#### Corpus Christi en Villacarrillo (Jaén)
Una de las festividades con más tradición en Villacarrillo es la del Corpus Christi, en la que, además de realizar procesiones, se suelen adornar las calles y balcones con plantas, pinturas, telas y murales relativos a esta fiesta católica. El Corpus Christi de Villacarrillo, con fama a nivel mundial, y en todo caso el más solemne y famoso de la provincia de Jaén, se desarrolla desde la Edad Media, siendo el documento más antiguo que hace referencia a esta celebración en Villacarrillo uno conservado en la Catedral de Jaén fechado en 1364. Tiene el privilegio de celebrar su procesión por la tarde. Se procesiona una custodia en plata dorada del siglo XVI. Los vecinos de la localidad están durante todo el año realizando todo tipo de preparativos para esta conmemoración, y la noche de antes la dedican a engalanar las calles del trayecto con enormes alfombras, serrín de colores, con profusión de flores, plantas, adornos varios, toldos y banderas, que supone todo un estallido de color y belleza. Esa misma noche se realiza dentro del templo parroquial una solemne procesión claustral a las doce. En la mañana del Corpus Christi, turistas llegados de todas partes de Andalucía y del resto de España recorren las engalanadas calles, las cuales recorrerá la custodia esa tarde. El domingo de la semana siguiente a la festividad del Corpus se celebra una pequeña procesión en los alrededores de la parroquia de la Asunción, es la llamada Octava del Corpus.

#### Procesión del Corpus Christi en Ortigueira (La Coruña)
Las celebraciones en honor al Santísimo Sacramento, comienzan nueva días antes, con la celebración de la Novena en la iglesia de Santa Marta. Una vez pasados estos nueve días. En la víspera del Corpus Christi los vecinos colocan una gran alfombra floral delante del altar mayor de la iglesia parroquial. Al día siguiente se celebra la Eucaristía y la procesión con las promesas y los niños de Primera Comunión encabezando la procesión y después el Santísimo Sacramento, bajo Palio, con baras de plata y bordado en oro. En las principales calles por la que transcurre la procesión se colocan altares donde el sacerdote expone el Santísimo a los fieles y se toca el himno nacional. La banda de música de Ortigueira, es la encargada de acompañar al Santísimo en esta procesión.

#### Corpus Christi en Carrión de los Condes (Palencia)

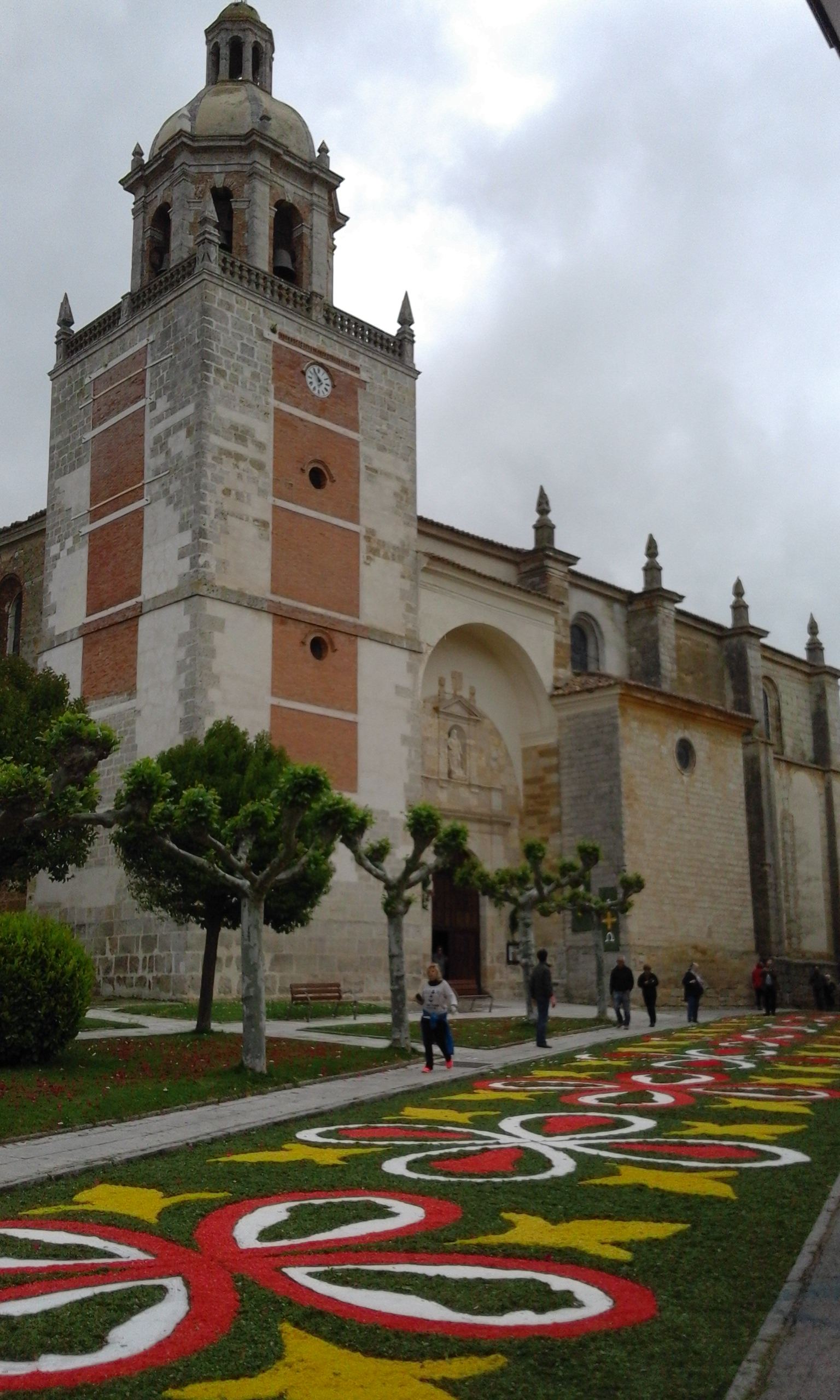
Alfombra del Corpus Christi de Carrión de los Condes junto a la iglesia de San Andrés

La celebración del Corpus Christi en la localidad de Carrión de los Condes (provincia de Palencia) está declarada Fiesta de Interés Turístico Regional por la Junta de Castilla y León desde febrero de 2008.
El principal atractivo de la jornada festiva es la colorida alfombra realizada por los vecinos de la localidad con hierba, flores, serrín de colores y café molido, entre otros materiales, que cubre más de un kilómetro de calles, plazas y avenidas por donde pasa la procesión católica. Cada año, y de manera más acentuada desde inicios del siglo XXI, acude un buen número de visitantes para observar el trabajo que los carrioneses, especialmente aquellas personas que residen en las zonas por las que transita la comitiva, han comenzado a elaborar desde antes que reluzcan los primeros rayos de sol del domingo siguiente a Pentecostés. Las vías públicas permanecen decoradas durante toda la mañana, perdiéndose con el paso del desfile religioso.
En la procesión, que parte desde la iglesia de San Andrés cuando finaliza la misa correspondiente y que recorre los principales lugares de la localidad, como la calle La Rúa, dejando a un lado el pórtico y pantocrátor de la iglesia de Santiago, la plaza Mayor o la calle de Santa María, circulando junto a la románica iglesia de Santa María, desfilan las cofradías de la ciudad, que portan sus pendones y estandartes, los niños y niñas que han recibido la primera comunión en las semanas anteriores, la sección local de la Adoración Nocturna, mujeres con mantilla blanca, la custodia de asiento de plata que se coloca sobre un carro triunfante escoltado por dos maceros del Ayuntamiento y las autoridades civiles junto al clero.
La banda de música de la Agrupación Santa María del Camino de Carrión de los Condes es la encargada de poner la nota musical al principal evento que conmemora la Solemnidad del Cuerpo y la Sangre de Cristo en la localidad palentina.

#### Corpus Christi en Cevico de la Torre (Palencia)
Corpus - Christi. Fiesta esta de gran tradición en Cevico de la Torre, donde el sentir religioso va unido a la tradición de la danza. Es costumbre que el sacerdote portando la custodia con el Santísimo y bajo palio recorra las calles del pueblo donde se colocan numerosos Altares adornados con flores, va acompañado por Los Danzantes, ataviados con vistosos vestidos de procedencia del siglo XVIII, quienes al son de la dulzaina y el redoble, bailan ante el Santísimo durante toda la procesión.
La existencia de los Danzantes en Cevico de la Torre está documentada desde 1638 y desde el siglo XVIII ya se tiene constancia de la celebración de esta fiesta. Dejó de celebrarse durante la Guerra Civil hasta los años 60 cuando se recuperó.
La vestimenta de los Danzantes, se compone de una camisa con banda roja cruzada, pololos y tres enaguas blancas muy almidonadas y tiras bordadas. Encima otra enagüilla de color amarillo en tela de raso o seda y una más de tul o gasa transparente rematada alrededor con una pasamanería de oro y un pañuelo de encaje prendido con alfiler al tul o gasa. Además llevan cinturón de pedrería, lazo al cuello y una cinta ancha prendida con broches en el hombro y el centro de la espalda, formando una eme. Las medias, blancas con dibujos calados, las zapatillas blancas con cintas de colores y en la cabeza llevan una corona de flores blancas.
El traje de los "birrias" está compuesto de camisa, casaca y pantalón, estos dos últimos elaborados con tiras cosidas de color rojo y amarillo de franela. Consta de casaca con capucha, una de ellas con dos cuernos y pantalón hasta la rodilla. Las medias son cada una de un color y las zapatillas blancas y en la mano portan una vara con una piel de cordero colgando.
El colorido y la peculiar ejecución de estos trajes han sido merecedores del Premio al Traje de Danza Antigua 1982, organizado por la Diputación de Palencia. Se conservan dos trajes antiguos, con una fecha bordada en su espalda, año de 1876.
Hasta el año 2005 se danzó con los mismos trajes que en el siglo XIX, aquel año se estrenaron trajes nuevos.
En su recorrido destaca la subida de los noventa y dos escalones de la gran escalinata hasta la iglesia de San Martín de Tours, bailando, tradición singular del pueblo.
En el interior del templo también bailan tras la celebración de la misa.

#### Corpus Christi en Oñate (Guipúzcoa)
La celebración del Corpus Christi en Oñate está documentada desde el año 1470, cuando un bando municipal pedía a lo vecinos esparcir juncos en las calles por donde iba a transcurrir la procesión, con las imágenes de los santos y de su patrono el arcángel San Miguel junto al Santísimo, acompañados por los dantzaris.

## Corpus Christi en Latinoamérica

### Argentina
En Argentina cada año se realiza la procesión de Corpus Christi en Buenos Aires en la plaza de Mayo. 
En 1990, la Acción Católica Argentina organizó una marcha antes de la procesión, y desde entonces todos los años temprano por la mañana parten cuatro columnas de militantes católicos desde los barrios de Belgrano, Flores, Parque Patricios y San Nicolás que convergen en plaza Miserere para llegar a plaza de Mayo por la avenida Rivadavia. La misa es presidida por el Arzobispo de Buenos Aires y suele tener corbertura mediática. Por esta razón, el entonces cardenal Jorge Bergoglio S.J, quien más tarde sería el papa Francisco, aprovechaba la ocasión para dar sus mensajes más importantes a la juventud. Fue en repetidas marchas de Corpus que criticó la despenalización de la droga y llamó a los traficantes «mercaderes de la muerte».

### Colombia
El día festivo se traslada al siguiente lunes, es decir, se celebra 64 días después del Domingo de Resurrección, es decir el lunes oscilando entre el 25 de mayo y el 28 de junio.

#### Anolaima
En este municipio de Cundinamarca, la fiesta del Corpus se celebra con gran solemnidad, durante tres días.

#### Bello (Antioquia)
En Bello la fiesta del Corpus se celebra con gran solemnidad. En un colegio local se realiza una ofrenda artística en la que los estudiantes hacen unos tapetes con aserrín coloreado para que luego el sacerdote los recorra con el santísimo mientras los estudiantes hacen una calle de honor. Tradición traída desde España por las hermanas presentes allí (Misioneras Hijas de la Sagrada Familia De Nazaret).

#### Mogotes
En Este municipio de Santander, la fiesta del Corpus se celebra durante 3 días con celebraciones religiosas, cabalgatas y las famosas muestras de arcos.

#### Popayán
En la conocida como ''Jerusalén de América'', la fiesta del Corpus se celebra con inmensa devoción en todos los templos del centro histórico de la ciudad. Sin embargo, es en la Catedral basílica de Nuestra Señora de la Asunción donde se aúnan las festividades, en horas de la mañana se realiza una solemne eucaristía presidida por el Arzobispo de Popayán.
Tras el rito de la comunión se sucede una procesión de estaciones (elaboradas por las 4 parroquias del centro: San José, San Agustín, San Francisco y Santo Domingo) ubicadas alrededor del Parque Caldas, con la célebre Custodia del Corpus Christi perteneciente a la Ermita de Jesús Nazareno, obra de Francisco Paredes datada del año de 1788 (Siglo XVIII) elaborada en oro y adornada con diamantes, esmeraldas, topacios, amatistas, rubíes, entre otras piedras preciosas; actualmente resguardada en la bóveda del Museo Arquidiocesano de Arte Religioso de Popayán. Al finalizar el sacro desfile se da la solemne bendición con el santísimo sacramento.

### Ecuador

#### Cuenca
El Corpus Christi se celebra en Cuenca durante una semana con una fiesta conocida como Septenario, tiempo en el que se venden dulces en las plazas cercanas a la catedral. En estas fechas se celebran misas en honor a Cristo.
Como parte de las celebraciones, durante la noche se hacen exhibiciones de pirotecnia en el parque central de la ciudad, cuyo principal centro de atención son los castillos, que son estructuras de carrizo con fuegos artificiales.

#### Pujilí
En Pujilí, la tradición es celebrar la Octava de Corpus con  actos religiosos, pero también, con coloridas costumbres con las que los habitantes expresan su fe
El alcalde, quien es el principal organizador, se encarga de conseguir los priostes que aportarán con capital para la celebración. La fiesta inicia en  la víspera del Corpus Christi con un gran despliegue de pirotecnia y música de banda de pueblo. 
El programa continúa en día sábado con una misa solemne, tras la cual  inicia del gran desfile en el que comparsas nacionales y extranjeras, recorren las calles de la ciudad.
En el mismo participan personajes como el alcalde, los danzantes, las  mamadanzas, los priostes, las vacas locas, capariches, carishinas, entre otros, participan de esta fiesta. Especial atención merece el danzante, el cual es el ícono  de esta fiesta y es considerado como Patrimonio Cultural Intangible de la Humanidad , viste un traje multicolor lleno de encajes, bordados y monedas antiguas, llevando  sobre sus hombros un penacho con enormes espejos e impregnaciones de pedrería y plumas, que simbolizan el poderío de las aves andinas.
La fiesta concluye al día domingo con la presentación de los danzantes en las calles y un gran baile en la plaza de la ciudad.

### México

#### San Francisco del Mar, Oaxaca
La celebración de la mayordomía de Corpus Christi se lleva a cabo con una misa religiosa en la parroquia de San Francisco de Asís del municipio de San Francisco del Mar. La celebración es muy conocida por los danzantes tradicionales de la fiesta que llevan el nombre de Los Negritos. Estos danzantes se pintan la cara de negro, usan ropa de manta y sombreros con conchas de mar representando así la cultura y las costumbres del pueblo. Los danzantes bailan tres danzas: el torito, el sapo y la culebra. Los pobladores se reúnen en el domicilio de los mayordomos para la preparación de los festines de la fiesta, una gran variedad de comidas que incluye mariscos, tamales, mole y caldos, entre otros. La celebración dura tres días de mayordomía y los mayordomos deben estar pendientes de sus invitados. La mayoría de los invitados acude a la fiesta con ropa regional del istmo de Tehuantepec y cada invitado debe dar limosna para cooperar con la iglesia. Todas las personas son invitadas y cualquier persona puede acudir gratuitamente a la fiesta, tanto habitantes del pueblo como turistas, quienes son atraídos por los grupos musicales, la comida y las danzas de los Negritos.

#### San Cristóbal de Las Casas, Chiapas
Además de las celebraciones religiosas que se llevan a cabo en las distintas iglesias de la ciudad, el día de Corpus Christi en San Cristóbal de Las Casas se festeja regalando mulitas hechas de hojas de tamal cargadas de dulces regionales a los amigos y seres queridos.

#### Cortazar, Guanajuato
Durante los días que dura la fiesta de la Octava de Corpus, los diferentes gremios de trabajadores desfilan de manera organizada por las calles de la ciudad, por lo general en la noche, acompañados de bandas de viento, sonidos y las famosas "Ceras" o "Los Cirios Gigantes": imágenes religiosas, por lo general en forma de templos, cruces o vírgenes que constan de una estructura metálica, la cual tiene en su interior un cirio de tamaño considerable que a la vez es escamada con cera y cargada por 4 o 6 personas, dependiendo del tamaño y peso; dichas piezas de arte son donadas a la parroquia de San José para que su cera pueda ser aprovechada. El desfile atrae a muchos turistas y congrega a la comunidad cortazarense.

### Panamá

#### Villa de Los Santos
Las celebraciones de El Corpus Christi en la República de Panamá, mantienen una trascendencia sin duda alguna, religiosa (Católica) pues la celebración de la Santa Eucaristía, y como producto del sincretismo cultural de América India, esto ha trascendido a fenómenos culturales, danzas, rituales, entre otro, orientadas a la herencia dada por los españoles en el tiempo de la colonización. En Panamá existen expresiones desde religiosas hasta culturales que festejan el Corpus Christi; sin embargo, podemos señalar que una de las más antiguas celebraciones de esta festividad religiosa-tradicional, se da en la Península de Azuero de Panamá, por ejemplo, en la Villa de Los Santos, comunidad Histórica donde también se generó el Primer Grito de Independencia de Panamá de España, esta celebración se ha mantenido intacta desde tiempos de la colonia, y existen documentos que sustentan la existencia del Corpus Christi en el año 1773, y La Villa de Los Santos cuenta con una cantidad de 8 diferentes Danzas Tradicionales de Corpus Christi, que generan cada una un pasaje de la historia de la festividad, y aspectos diferentes entre cada una de estas expresiones. También cabe señalar que en el distrito de Parita, en la provincia de Herrera que también es parte de esta península de Azuero,  y que últimamente ha tomado un gran auge por su riqueza cultural, aunque en esta localidad dichas celebraciones se detuvieron por más de 30 años, rescatándose posteriormente y gracias al apoyo incondicional del pueblo. En cada una de estas regiones se cuenta con grupos que forjan el rescate de las danzas que se presentan en el Corpus Christi.
Las celebraciones del Corpus Christi en La Villa de Los Santos, tiene vigencia desde los tempranos días de la colonia. Actualmente estas festividades mantienen sus características, tal y como han sido transmitidas a través de la tradición oral y gracias a la Asociación Rescate de Danzas “Miguel Leguízamo”, puesto que se ha investigado de manera científica bajo los preceptos del folclor. En Parita, se cuenta con la Fundación "Simón Mendieta" para ayudar, apoyar, divulgar y preservar las danzas.
Entre las danzas más reconocidas podemos mencionar por ejemplo, en La Villa de Los Santos, tenemos Diabladas de Diablos denominados "sucios y limpios", una diablada pantomímica y otra diablada con parlamentos, La danza de la Conquista denominada Montezuma Española, La Danza de El Torito, la Danza de La Montezuma cabezona, y la danza de Enanas (Como Danzas de ofrendas) La danza del Zaracundé, La danza de Los Gallinazos, Los parrampanes y Mojigangas como manifestaciones más populares.

#### Parita
En la región de Parita, se cuenta con seis danzas, "El Cumbembe", que está representado por un hombre con indumentaria de trabajo del típico campesino panameño; se dice que fue la primera danza que llegó a las tierras pariteñas. "La Montezuma Española", danza que representa a Hernán Cortés y al rey Moctezuma por medio de cánticos. Es muy importante señalar que tanto Parita y La Villa, tienen danzas en común, pero las diferencian los cantos y vestiduras. En Parita los "Diablicos Sucios" se visten con una camisa con la manga recogida y tintado todo con colores, dando una forma de "V" en toda la vestimenta.
También encontramos los "Diablicos Limpios" y "Las Mojigangas", quienes danzan por todas las calles principales del pueblo y entran a la iglesia.

### Perú

#### Cajamarca
Es la más importante celebración religiosa. En Cajamarca y en el Cusco adquiere características peculiares muy especiales, cuyas actividades centrales se desarrollan, el día jueves, luego del domingo de la Santísima Trinidad, constituyendo una festividad regional, reconocida por ley como día feriado no laborable.
La Preciosa, así se denomina a la custodia que alberga la Hostia Consagrada, es una hermosa escultura de oro y plata de aproximadamente un metro de altura, coronada con un sol radiante confeccionado a base de oro puro. En el viril que porta, se coloca la Hostia Consagrada, después de la Misa celebrada en la Catedral, con la presencia de Obispos y sacerdotes; para luego trasladarla en solemne procesión por el perímetro de la plaza de armas, en la que se han montado altares y confeccionado bellas alfombras decorativas de piso, de flores naturales y otros materiales, con vistosos y creativos motivos religiosos: Una auténtica y extraordinaria manifestación de fe religiosa del pueblo católico cajamarquino.
En Cajamarca se celebra una misa solemne, luego se hace una procesión alrededor de la plaza de Armas que culmina con el ingreso del Santísimo en la Catedral. También se confeccionan alfombras hechas de aserrín, y hay una feria que por lo general dura 3 días, con corridas de toros, etc.
En el mundo católico esta festividad rememora la institución de la Eucaristía el Jueves Santo, con la finalidad de reverenciar el cuerpo de Cristo, presente en la Eucaristía, a través de un culto público y solemne de adoración, amor y gratitud. En la Iglesia Latina, el día jueves, después del domingo de la Santísima Trinidad, se conmemora esta genuina celebración religiosa, cuyos orígenes se remontan al siglo XIII.

#### Cusco
La fiesta es una explosión barroca de sincretismo religioso entre la fe católica y la religiosidad andina de la época de los incas, que antiguamente realizaban procesiones de las momias de sus gobernantes ya fallecidos. Diez días antes de la festividad, la patrona del Cusco, la Virgen de Belén, sale junto a San José en procesión rumbo a la iglesia de Santa Clara, donde esperará el miércoles la llegada de otras imágenes de santos, que se reúnen a lo largo de la calle Santa Clara: San Jerónimo (que llega desde su parroquia, distante a 8 kilómetros del centro de la ciudad, trayéndolo a pie), San Sebastián, Santa Ana, Santa Bárbara (traída de Poroy), Santiago (la leyenda cuenta que de "matamoros" se volvió en "mataindios", por una aparición que tuvo en una batalla de españoles contra indígenas), San Blas (con un curioso grupo escultórico de monaguillos pequeños alrededor), San Antonio Abad, San Cristóbal (cargado de una forma peculiar, los cargadores de las dos manijas derecha e izquierda luchan entre sí empujando el anda de un lado a otro), la Virgen de los Remedios (la imagen más pequeña de la festividad), San Pedro, la Virgen Purificada, la Virgen de la Natividad (imagen de madera hecha en una sola pieza). Todo el grupo de imágenes sacadas en procesión se dirige a la Catedral de Cusco.

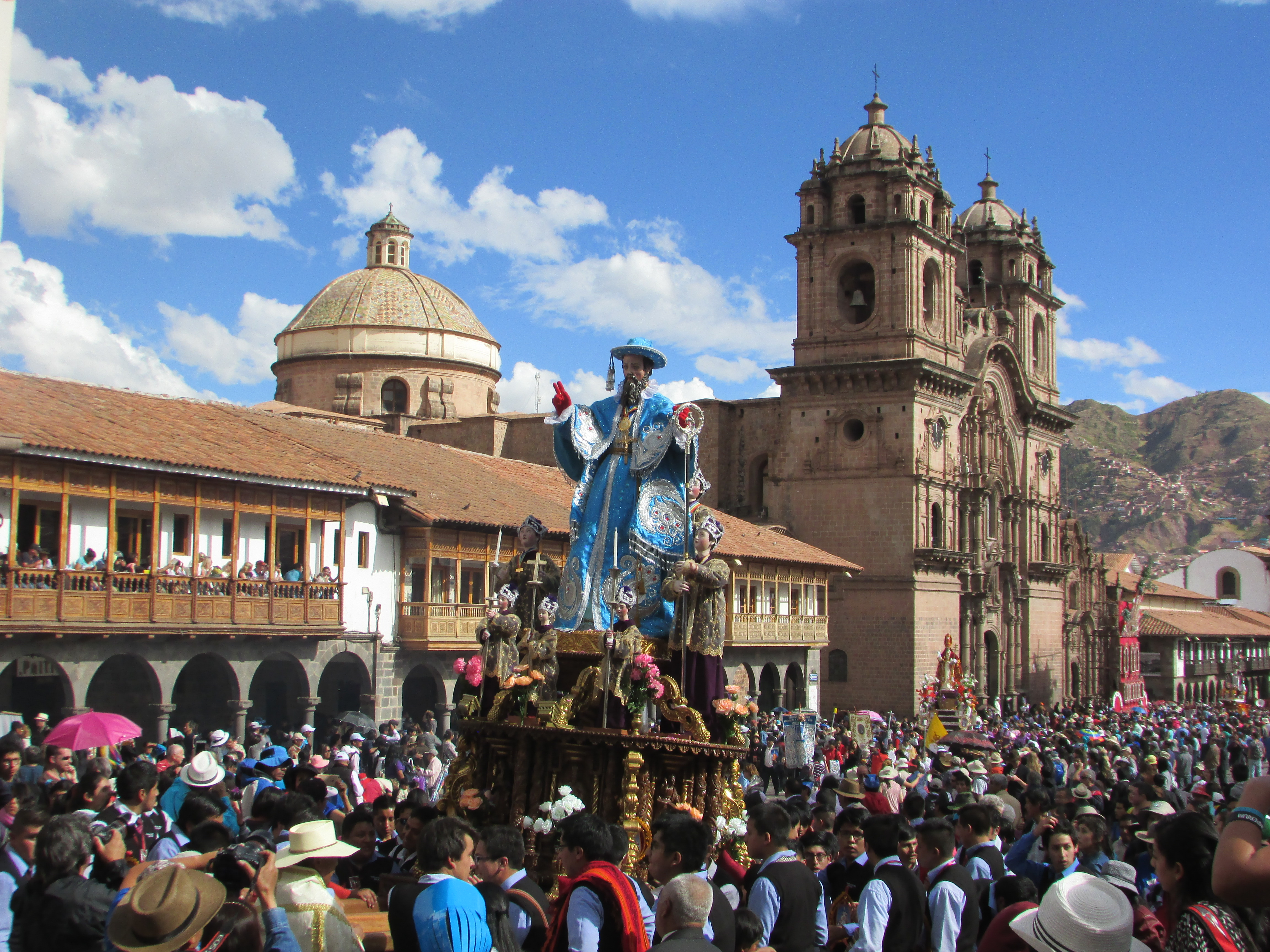
San Blas de la parroquia de San Blas;

El día central, se celebra la solemnidad del Cuerpo de Cristo, con una misa especial que es acompañada por las principales autoridades clericales y sociales de la ciudad. Luego se realiza la procesión de la Eucaristía alrededor de la plaza, finalmente, la Eucaristía bendecirá al pueblo para dar paso a la procesión central de los Santos, que seguirán este orden: San Antonio Abad, San Jerónimo, San Cristóbal, San Sebastián, y Ciara, Santa Bárbara, Santa Ana, Santiago, San Blas, San Pedro, San José, Virgen de los Remedios, Virgen de la Natividad, Virgen Purificada, Virgen de Belén, Virgen Inmaculada Concepción.

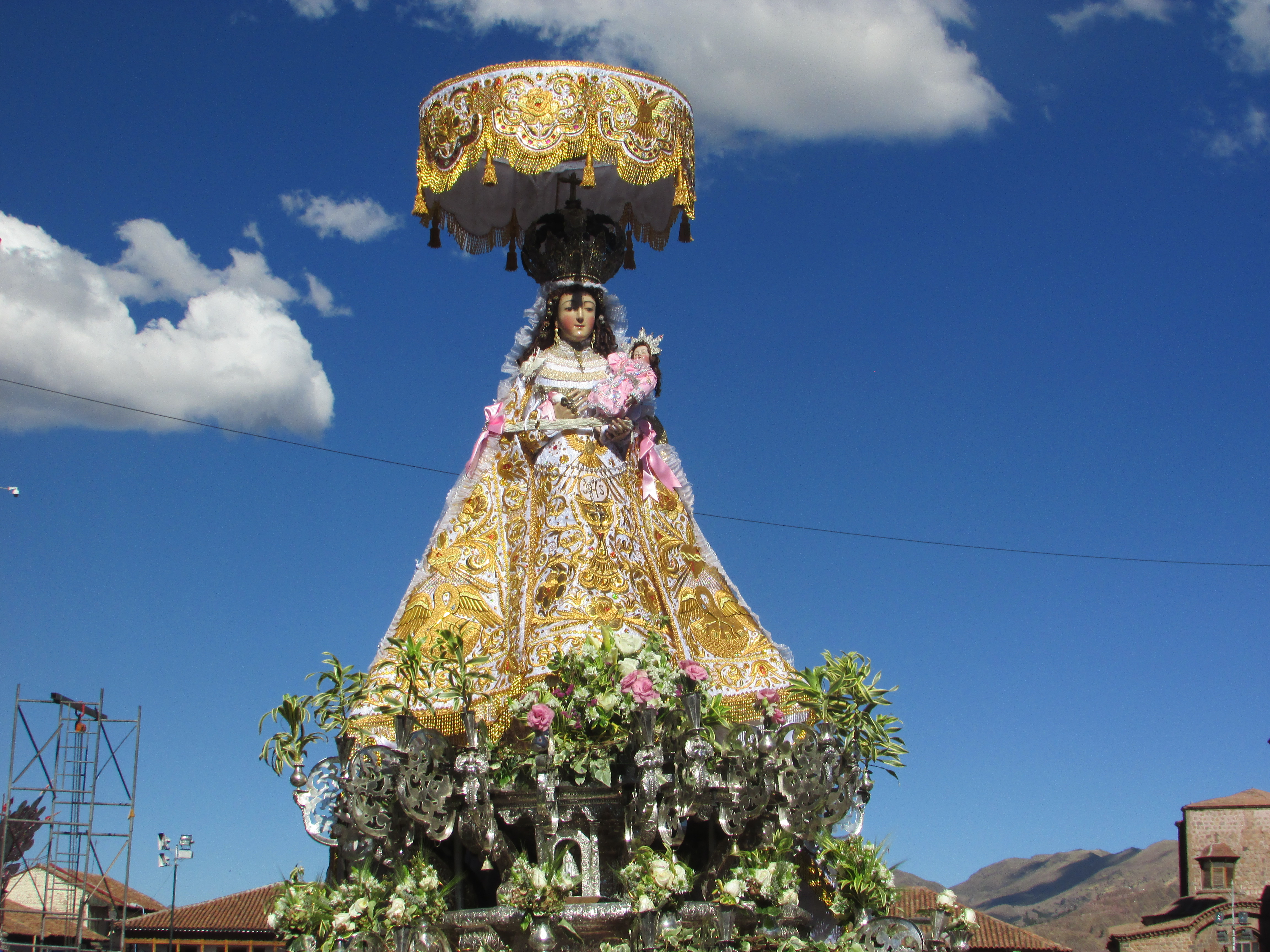
Virgen de Belén de la parroquia de Belén;

Dan la vuelta a la plaza, se puede apreciar el consumo del chiriuchu(plato compuesto de distintos tipos de productos: cuy, charqui (carne seca), gallina, chorizo, queso, maíz, harina, etc). Los Santos descansarán en la catedral durante 8 días, donde, según la creencia popular, "debaten" sobre los destinos de la ciudad y de cómo se comportan los devotos a lo largo del año. Después de los ocho días, salen en una procesión de despedida, en el mismo orden y alrededor de la plaza de Armas, para que luego algunos de los santos, tras despedirse entre sí con una reverencia, se retiren de la catedral hacia sus templos, quedando unos pocos que lo harán a lo largo de lo que resta de la semana.
https://ich.unesco.org/es/RL/diablos-danzantes-de-venezuela-00639#

### Venezuela: Diablos Danzantes del Corpus Christi - Lugar: Estados céntrales y costeños del país.
En Venezuela se celebra dentro del Corpus Christi una danza ritual conocida como Diablos Danzantes cuya responsabilidad es de las cofradías que son claves para la cohesión social de sus comunidades y para la transmisión de la memoria histórica esta danza fue declarada Patrimonio Cultural de la Humanidad por la UNESCO. En el año 2012, y de este modo se pretende fomentar el diálogo cultural con patrimonios similares en otras partes de América Latina así como también proteger y salvaguardar todo lo relacionado con esta danza incluyendo las actividades comerciales. Esta danza representa el triunfo del bien sobre el mal tradición que se estima data desde el siglo XVII. Actualmente muchos de sus danzantes lo hacen por devoción o por promesa de bailar dicha danza cada jueves de Corpus Christi por el resto de la vida, según historiadores se cree que su origen fue una concentración entre el pueblo originario y el catolicismo traído por los españoles durante el periodo de la conquista. 
Los Diablos de Yare son los más populares en este país de Suramérica pero existen otros como los Diablos Danzantes de Tinaquillo, Diablos de Naiguatá, Diablos Danzantes de Canoabo los Diablos de Chuao, Diablos de Ocumare de la Costa, Diablos de Cata, Diablos de Cuyagua, Diablos de Turiamo; su vestimenta se compone de trajes y máscaras multicolores muy alegres como el rojo, el negro, naranja, verde o amarillo, y un mandador o rejo. Interpretan instrumentos las maracas, el cencerro, el cuatro y la tambora. Para la elaboración de dichos trajes se confeccionan en talleres locales con mucha anticipación al igual que las máscaras actualmente todavía se preserva la costumbre de ser elaboradas por pobladores de los pueblos artesanos que heredaron de sus antepasados la técnica para su confección.

## Véase también

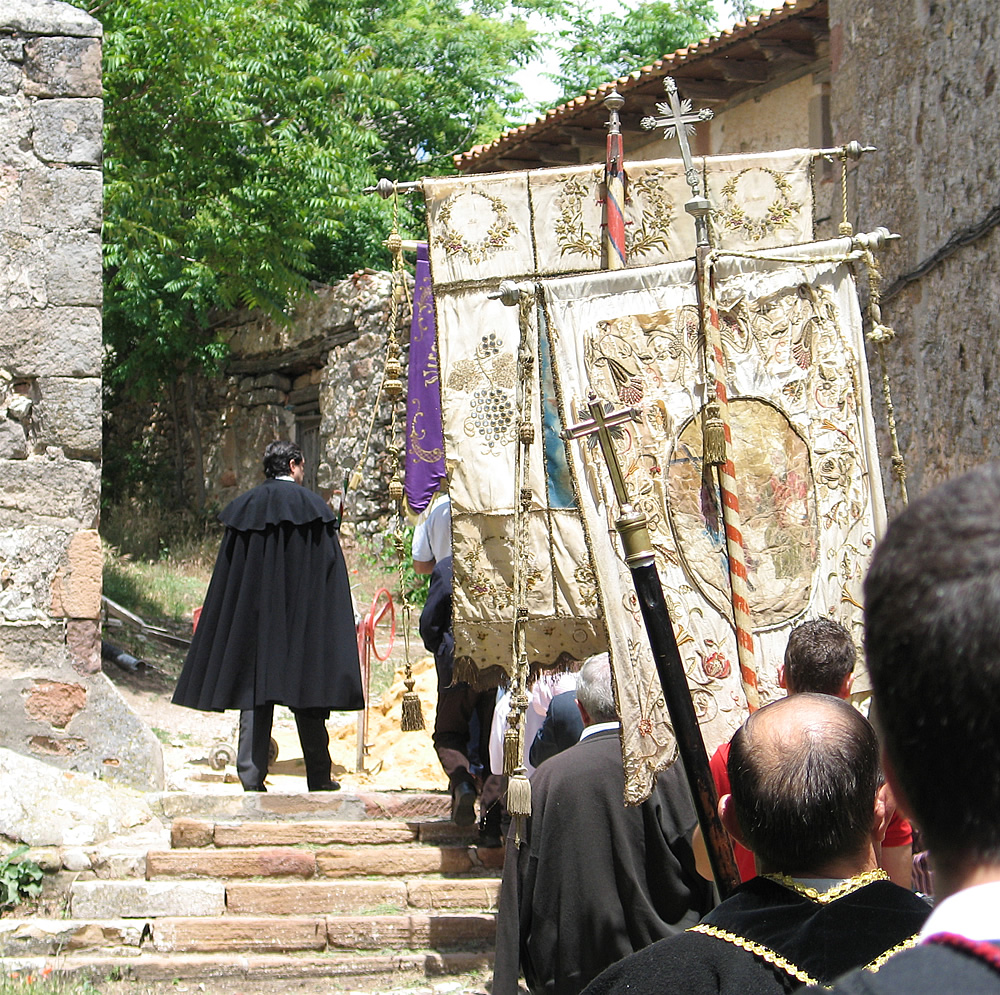
Procesión del Corpus Christi en Atienza (España).